# Mao Zedong

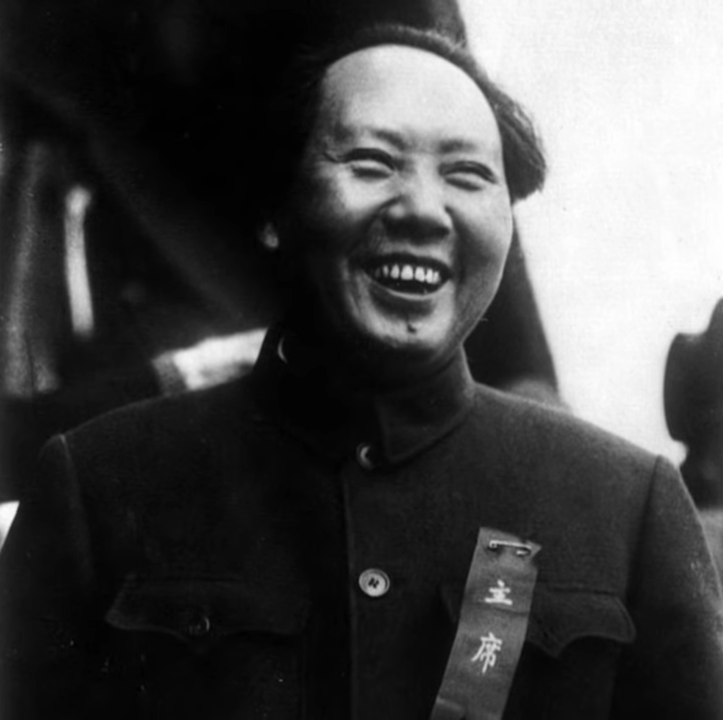
Mao Zedong (1957)

Mao Zedong oder Mao Tse-tung (chinesisch 毛澤東 / 毛泽东, Pinyin Máo Zédōngⓘ, IPA (hochchinesisch) [mau̯ ʦɤtʊŋ], W.-G. Mao Tsê-tung; * 26. Dezember 1893 in Shaoshan; † 9. September 1976 in Peking) war ein marxistisch-leninistischer Revolutionstheoretiker und diktatorisch regierender Politiker als Vorsitzender der Kommunistischen Partei Chinas sowie Präsident der Volksrepublik China mit den Titeln „Überragender Führer“ und „Großer Steuermann“.
Mao gehörte 1921 zu den Mitbegründern der Kommunistischen Partei, die er von 1935 an dominierte. Er führte die Kommunisten im Chinesischen Bürgerkrieg und festigte seine Macht auf dem Langen Marsch. Er wurde 1943 Vorsitzender des Zentralkomitees der KP Chinas, rief 1949 die Volksrepublik China aus und verkündete 1954 die erste Verfassung der Volksrepublik China, deren erster Staatspräsident er wurde.
Im beginnenden Kalten Krieg unterstützte Mao Nordkorea im Koreakrieg militärisch. Zur gleichen Zeit startete er zur Festigung der Kontrolle der Kommunistischen Partei die Chinesische Landreform, die Kampagne zur Unterdrückung von Konterrevolutionären, die Drei-Anti- und Fünf-Anti-Bewegung, die Sufan-Bewegung und die Anti-Rechts-Bewegung. Diese Bewegungen führten zum Tod von Millionen Chinesen und machten China zu einem Einparteienstaat. 1958 startete Mao die Kampagne Großer Sprung nach vorn, die versuchte, China rasch und mit brutalen Mitteln in ein mächtiges Industrieland zu verwandeln, was jedoch schließlich zum Tod von 15–55 Millionen Menschen in der Großen Chinesischen Hungersnot führte. Nachdem Mao 1962 das Machtzentrum teilweise verlassen hatte, startete er 1963 die Sozialistische Erziehungskampagne. Um sich an der Macht zu halten, begann er im Jahr 1966 die Kulturrevolution. In der Folge wurden unzählige Intellektuelle und politische Gegner von den Roten Garden ermordet und Kulturschätze vernichtet. Mao wird insgesamt für bis zu 40–80 Millionen Tote verantwortlich gemacht, die aufgrund von vermeidbaren Hungersnöten, Bestrafungsaktionen und politischen Säuberungen starben.
Maos aus dem Marxismus-Leninismus entwickelte Ideologie wurde als Maoismus bekannt und auch in der westlichen Welt rezipiert. Das als „Mao-Bibel“ bekannte Buch Worte des Vorsitzenden Mao Tsetung, eine Zusammenstellung von Zitaten und kurzen Aufsätzen Maos, wurde weltweit über eine Milliarde Mal gedruckt. Seine gesellschaftspolitischen Ansätze wurden von seinen Nachfolgern (vor allem Deng Xiaoping) größtenteils rückgängig gemacht; sein Porträt hängt aber weiterhin am Tor des Himmlischen Friedens. Während seiner Zeit erlebte China ständige Machtkämpfe, insbesondere den Koreakrieg, das Chinesisch-sowjetische Zerwürfnis und Nixons Besuch in China.

## Frühe Jahre (1893–1918)

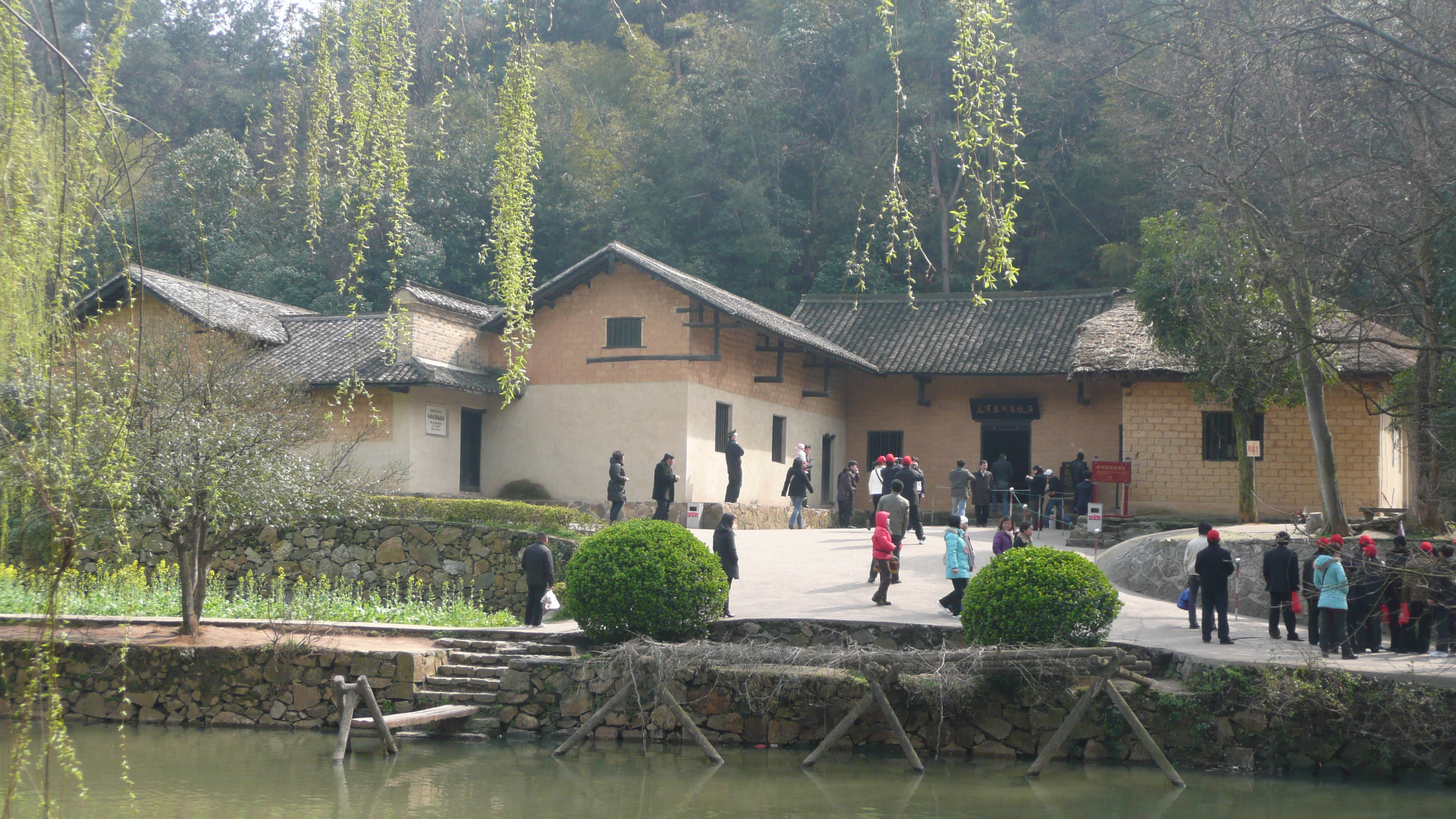
Geburtshaus von Mao Zedong in Shaoshan, heute vor allem für Chinesen eine Touristenattraktion.

### Familie
Mao Zedong wurde am 26. Dezember 1893 im Dorf Shaoshan (Gemeinde Shaoshan) in der zentralchinesischen Provinz Hunan in eine wohlhabende Bauernfamilie geboren. Sein Vater Mao Yichang (毛贻昌, 1870–1920) sah sich in der 20. Generation des Mao-Clans und führte seine Abstammung auf den Armeeführer Mao Taihua zurück, der bis 1368 gegen die Mongolen kämpfte und sich nach Etablierung der Ming-Dynastie in der Region des heutigen Xiangtan niederließ. Maos Großvater hatte im Taiping-Aufstand, der als schrecklichster Krieg des 19. Jahrhunderts gilt, gekämpft.
Maos Vater hatte nur zwei Jahre Schulbildung und war hart und arbeitsam. Er schaffte es, sich aus den Schulden zu befreien, die ihm sein Vater hinterlassen hatte. Mit dem Geld, das er sich während seines Dienstes in der Armee angespart hatte, kaufte er zwischen 15 und 20 Mu Land, das er mit Hilfe von Landarbeitern bewirtschaftete. Später wurde er Großhändler, der trotz Hungers in Shaoshan Reis aufkaufte und in die großen Städte weiterverkaufte. 1885 heiratete er im Alter von 15 Jahren Maos Mutter Wen Suqin (文素勤, 1867–1919), die aus einem Nachbarort von Shaoshan stammte. Qimei bekam sieben Kinder, von denen nur drei Söhne überlebten. Maos Brüder hießen Zemin und Zetan. Sie war eine sehr religiöse Buddhistin. Während Maos Kindheit und Jugend nahm Qimei ihn oft zu einem buddhistischen Tempel mit und hoffte, dass Mao einmal Mönch werden würde. Ihr Buddhismus beeinflusste Mao Zedong für sein ganzes Leben.

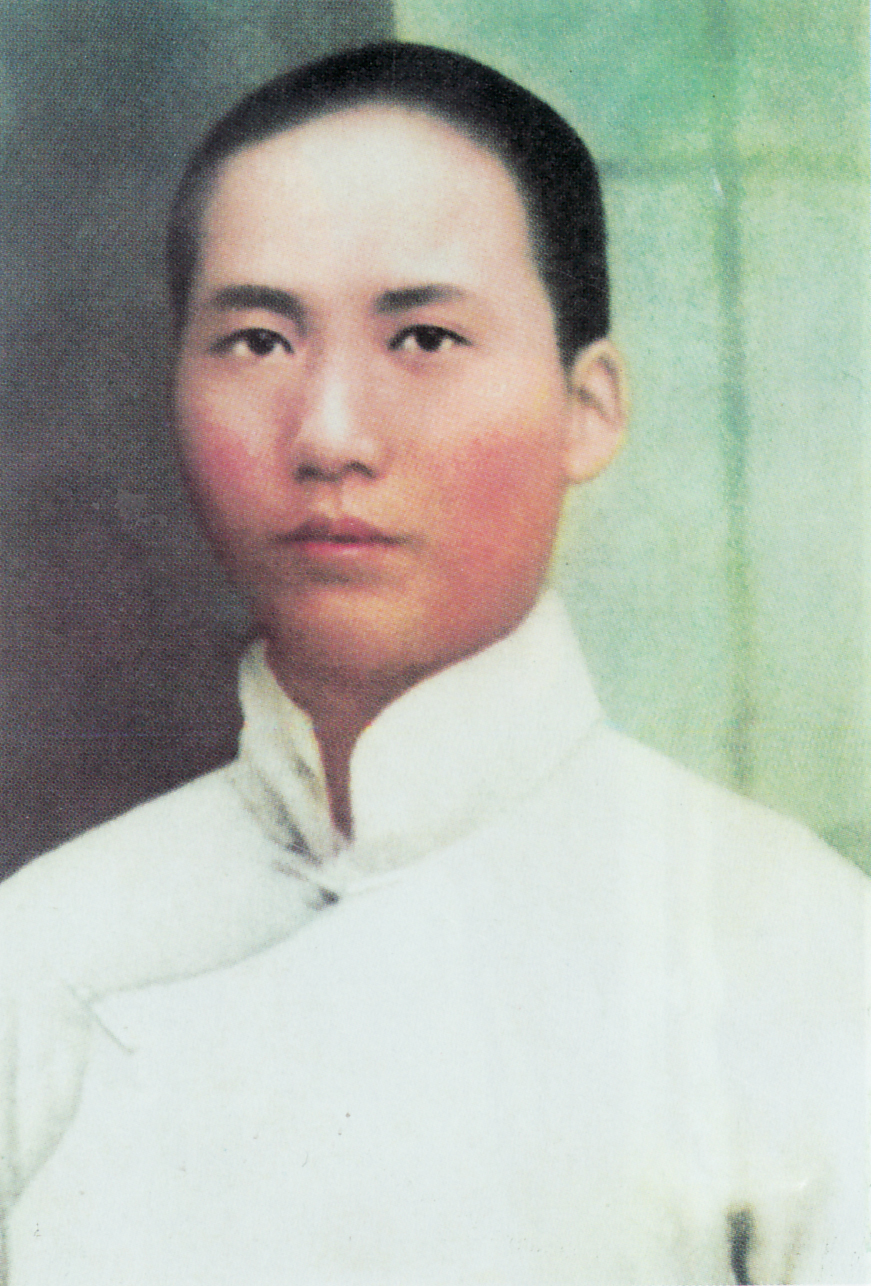
Mao, ca. 1910er

Maos Verhältnis zu seinem Vater war schwierig. Es gab oft Streit mit seinem Vater, weil dieser Mao für faul und respektlos hielt und ihn auch beschimpfte. Die Streits endeten meistens mit Prügelstrafen für Mao, weil der Vater es nicht duldete, dass er ihm widersprach. Die Mutter versuchte, Mao vor den Strafen zu bewahren, was allerdings in der Regel nicht half. Die Härte seines Vaters machte Mao immer harscher, bitterer und eigensinniger. Mao sagte im Juli 1936 in einem Interview mit Edgar Snow über seine Beziehung zu seinem Vater: „Ich lernte ihn zu hassen.“ Maos Beziehungen zu seiner Mutter war sehr viel positiver. Mao sagt später über seine Mutter: Ich verehrte meine Mutter... Ich folgte ihr überallhin... ging zum Tempel, verbrannte Räucherstäbchen und Papiergeld, huldigte Buddha... Weil meine Mutter an Buddha glaubte, glaubte ich auch daran." Nach lokalen Maßstäben sind die Maos zu ihrer Zeit eine wohlhabende bäuerliche Familie gewesen.

### Die Situation Chinas in Maos Kindheit
Das China seiner Kindheit befand sich in einer tiefen Krise. Die Hundert-Tage-Reform war gescheitert, der Boxeraufstand hatte zu noch größeren Zugeständnissen an die ausländischen Mächte geführt. Die Bevölkerung verarmte, weil die traditionellen Manufakturen gegen die Fabrikware aus den ausländischen Pachtgebieten nicht bestehen konnten. Während der Selbststärkungsbewegung waren aber auch die Anfänge eines modernen Bildungssystems und einer modernen Armee entstanden. Die zahlreichen Aufstände und Reformen hatten auch im einfachen Volk ein Bewusstsein dafür geschaffen, dass die Qing-Dynastie früher oder später stürzen würde, im traditionellen Denken zahlreicher Chinesen hatte das Kaiserhaus das Mandat des Himmels verwirkt. Mao erlebte die Auswirkungen des Ping-Liu-Li-Aufstandes und die Unsicherheit, die die Aktivitäten der Geheimgesellschaften wie der Gelaohui verbreiteten, am eigenen Leib.

### Schulzeit
Vater Mao, der aus seinem Sohn einen gelehrten Mann machen wollte und ihm den Namen Zedong (Wohltäter des Ostens) gegeben hatte, schickte ihn auf eine private konfuzianische Schule in Shaoshan. Mao lernte dort den Stoff auswendig, die ethisch-moralischen Konzepte blieben ihm jedoch fremd. Im Interview mit Snow sagte er über die Moralphilosophie von Konfuzius: „Ich kannte die Klassiker, liebte sie aber nicht.“
Im Alter von 13 Jahren verließ Mao die Schule aufgrund der Gewalttätigkeit des Lehrers. Da die Beamtenprüfungen abgeschafft worden waren und Bildung somit nicht mehr automatisch Eintritt in die kaiserliche Bürokratie bedeutete, hoffte sein Vater, dass Mao im väterlichen Geschäft mithelfen würde. Gegen den Willen des Vaters befasste sich Mao jedoch hauptsächlich mit Lektüre, so las er etwa die Werke des einflussreichen Reformers Zheng Guanying. Im Alter von 16 Jahren begann Mao zusammen mit seinem 9 Jahre älteren Cousin, eine Schule zu besuchen, die moderne Fächer unterrichtete. In dieser Schule blieb er jedoch nur ein Jahr, weil er unter dem Hass und der Arroganz seiner Mitschüler litt: er wurde wegen seiner bäuerlichen Herkunft und dem Dialekt der Xiang-Sprache, die man in seinem Heimatdorf sprach, ausgegrenzt. Im Alter von vierzehn Jahren wurde Mao mit der achtzehnjährigen Luo Yigu verheiratet, deren Clan der Familie Mao über entfernte verwandtschaftliche Beziehungen verbunden war. Mao lehnte diese Ehe ab und versteckte sich bei einem Freund in Shaoshan, Luo Yigu starb bereits 1910.

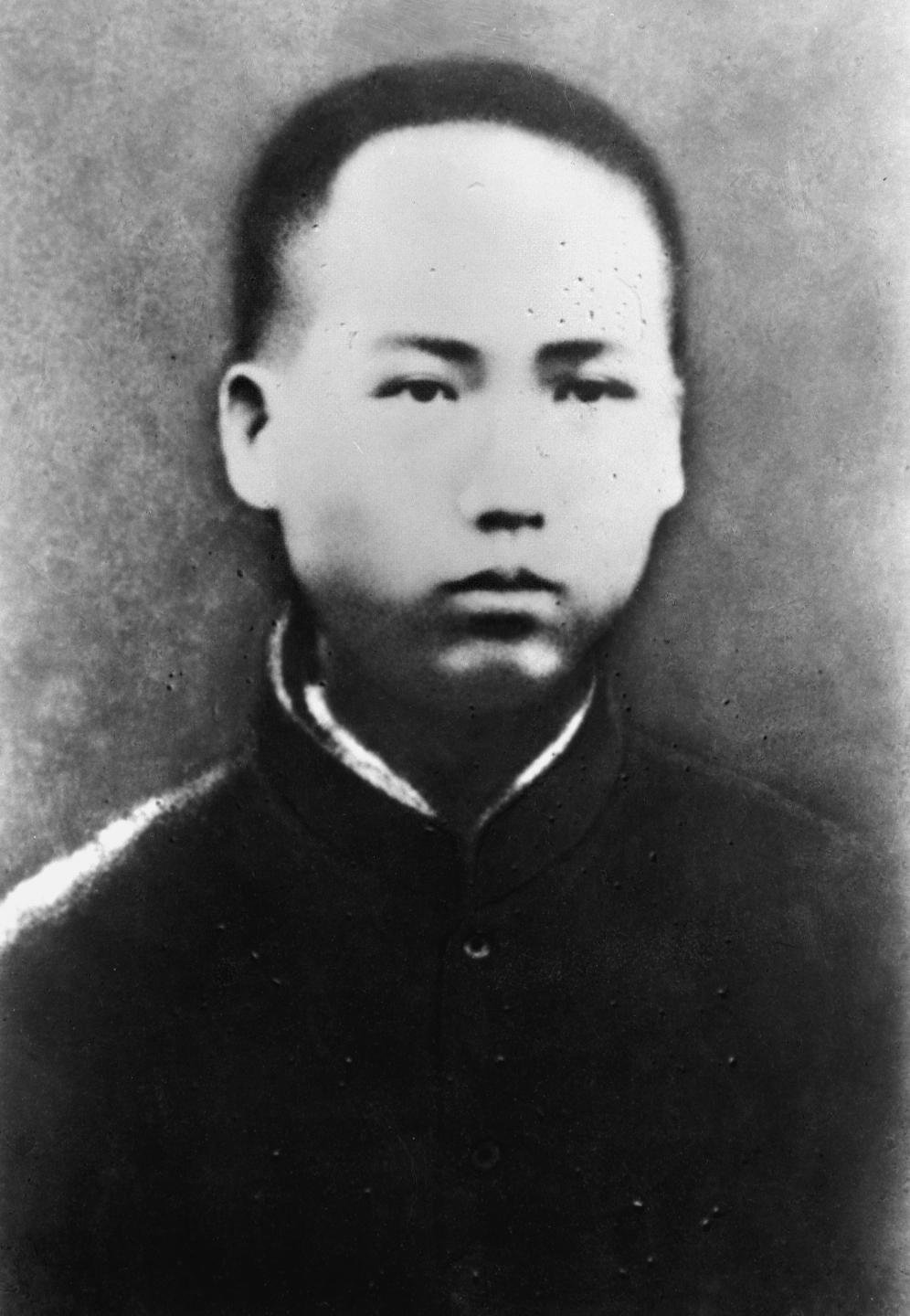
Mao Zedong im Jahre 1913

### Erster Kontakt mit der Politik
Anfang 1911 ging Mao ins 70 km entfernte Changsha – damals ein Umschlagplatz für Güter und Nachrichten aus aller Welt –, um dort eine neue Schule zu besuchen. Dort lag eine Revolte gegen die Qing-Dynastie bereits in der Luft und Mao gehörte zu jenen, die sich als Zeichen der Rebellion die Zöpfe abschneiden ließen. Nachdem die Nachricht über den erfolgreichen Wuchang-Aufstand Changsha erreicht hatte, wurde Maos Schule geschlossen.
Die Provinz erklärte sich für unabhängig, Mao trat in die Hunan-Armee ein, ohne jedoch einen Einsatz militärischer Natur zu absolvieren. Mao sah jedoch die Leichen der Führer des lokalen Aufstands, Jiao Defeng und Chen Zuoxin – sein erster Kontakt mit der Machtpolitik. Er verließ die Armee wieder und probierte verschiedene Schulen, bis er im Frühling 1913 auf der Lehrerbildungsanstalt der Provinz Hunan angenommen wurde. Dort war er zwar nur in den Fächern fleißig, die ihn interessierten, trotzdem respektierten ihn die Lehrer. Durch einen Zeitungsbericht im Frühjahr 1913 kam Mao zum ersten Mal mit dem Sozialismus und Kommunismus in Kontakt. Im Jahre 1917 wurde er zum besten Schüler der Schule ernannt. Er gründete eine Vereinigung der Schüler aus Xiangtan und wird Vorsitzender der Schülervereinigung. In dieser Funktion belebte er die Abendschule für Arbeiter neu. Im November 1917 organisierte er Freiwillige, die die Schule mit Hilfe der Polizei vor marodierenden Soldaten verteidigten. Im April 1918 gründete er die Studiengesellschaft des Neuen Volkes mit, an der auch He Shuheng beteiligt war. Das Ziel dieser Vereinigung war es, China und die ganze Welt zu erneuern. Aus dieser Zeit stammen die ersten Schriften von Mao Zedong. Sie zeigen Maos Bewunderung für Shang Yang, die Theorien des Vitalismus und der Kraft des menschlichen Willens, aber auch für den erfolgreichen Provinzgouverneur Zeng Guofan. Unter jenen Chinesen, die damals ihr Land vor den westlichen Kolonisierungsbestrebungen retten wollten, waren dies sehr verbreitete Ansichten. Als Mao die Schule abschloss, hatte er zwar große Ambitionen, war jedoch orientierungslos. Während seiner Schulzeit hatte er eine Freundschaft zum Lehrer Yang Changji aufgebaut, der Maos Standpunkte stark beeinflusste und seine Aufmerksamkeit auf radikale Positionen wie jene von Miyazaki Tōten lenkte. Auch Mitschüler wie Cai Hesen, einer der Führungskräfte der Kommunistischen Partei Chinas in ihrer Anfangszeit, beeinflussten ihn. Im Unterschied zu anderen Politikern seiner Zeit besuchte Mao keine der neugegründeten Universitäten. Seine Positionen erarbeitete er sich im Selbststudium in der Stadtbibliothek von Changsha. Er blieb stärker in den kulturellen Traditionen verwurzelt als andere, spätere kommunistische Revolutionäre.

## Außenseiter in der Kommunistischen Partei (1918–1934)

### Gründung der KP-Zelle in Hunan

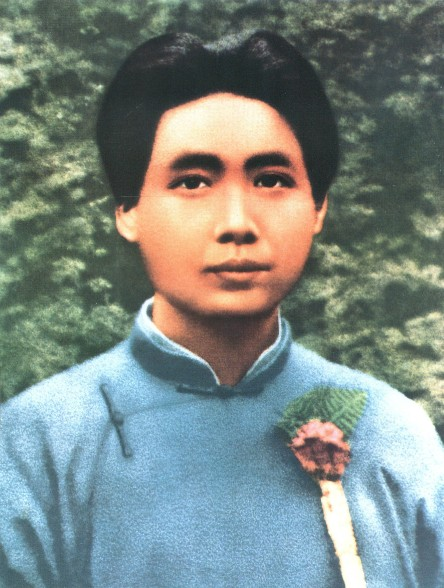
Mao Zedong im Jahr 1924

Maos Lehrer und Freund Yang Changji wurde im Jahre 1918 an die Peking-Universität berufen. Mitte 1918 regte Yang an, dass Mao und einige Mitschüler sich dem Arbeiter-Studenten-Programm anschließen und nach Frankreich gehen sollten. Mao fuhr im August 1918 mit 25 Mitschülern zu Yang nach Peking. Durch Vermittlung dieses Lehrers fand er eine Anstellung als Hilfsbibliothekar, dort lernte er unter anderem Li Dazhao, einen der wichtigsten frühen chinesischen Marxisten und Mitbegründer der Kommunistischen Partei Chinas, kennen. Li war Herausgeber der Zeitschrift Neue Jugend, die die politische und intellektuelle Richtung der Bewegung des vierten Mai prägte. Er brachte Mao die Ideen von Marxismus und Bolschewismus nahe. Auch die Bekanntschaft von Chen Duxiu machte er hier. Durch ihn bekam er Zugang zu anarchistischem und trotzkistischem Gedankengut. Auch in Peking verbrachte er viel Zeit mit Selbststudium, wobei er zahlreiche Artikel zu den Themen seiner Zeit las. Am Ende seines Aufenthaltes in Peking stand Mao jedoch Hu Shi und seinem philosophischen Pragmatismus am nächsten. Mao entschied sich während seines Peking-Aufenthaltes, nicht nach Frankreich zu fahren. Im April 1919 war er wieder in Hunan, nicht zuletzt aufgrund der Krankheit seiner Mutter.
Mao blieb zunächst in Changsha, wo er schon eine akzeptierte Führungsfigur war, wohingegen man ihn in Peking weithin ignoriert hatte. Während er als Grundschullehrer arbeitete, erlitt China eine außenpolitische Niederlage: Die Pariser Friedenskonferenz 1919 beschloss, dass die deutschen Kolonien in China an Japan übergeben werden würden. An den darauffolgenden Demonstrationen der Bewegung des vierten Mai nahm Mao wahrscheinlich nicht teil, aber er organisierte mit Freunden einen Boykott japanischer Waren. Er gründete eine Studentenzeitung namens Xiang-Fluss-Rundschau (Xiangjiang Pinglun) mit ähnlichen Inhalten wie Chen Duxius Publikation. Sie erregte überregionales Aufsehen, wurde in der verhältnismäßig großen Auflage von 5000 Stück gedruckt, die 5. Ausgabe wurde jedoch bereits von der Polizei beschlagnahmt. Maos frühe Schriften zeigen die Orientierung am kommunistischen Anarchismus von Pjotr Alexejewitsch Kropotkin, Maos Einsatz für die Abschaffung konfuzianischer Zwänge und für die Rechte der Frauen. Sie zeigen auch den Standpunkt, dass mehr Gerechtigkeit nur friedlich erreicht werden könne, denn wenn man versucht, Unterdrückung durch Unterdrückung zu beseitigen, gibt es am Ende auch wieder Unterdrückung.
Im Winter fuhr Mao erneut nach Peking, um bei der Zentralregierung die Absetzung des die Provinz Hunan ausplündernden Gouverneurs Zhang Jingyao zu erreichen, jedoch ohne Erfolg. Während seines Aufenthaltes traf er sich häufig mit Li Dazhao und Deng Zhongxia und las die in chinesischer Übersetzung vorliegenden marxistischen Werke. Ab Mai 1920 hielt sich Mao in Shanghai auf, wo er als Wäscher arbeitete und für die Unabhängigkeit Hunans von China, eine Verfassung und demokratische Wahlen warb. Der inzwischen aus Peking nach Shanghai geflohene und in Kontakt mit der Komintern stehende Chen Duxiu versuchte, ihm diese Ideen auszureden.
Nach seiner Rückkehr nach Changsha – Zhang war inzwischen gestürzt worden – bekam Mao eine Stelle als Grundschuldirektor. Daneben eröffnete er ein Buchgeschäft für politische Literatur zu leistbaren Preisen und gründete eine Gesellschaft zum Studium Russlands. Seine Bemühungen um die Unabhängigkeit Hunans blieben erfolglos, was Mao auf die mangelnde Entschlossenheit und Opferbereitschaft seiner Mitstreiter zurückführte. Gegen Jahresende kam er zum Entschluss, dass der Bolschewismus die richtige Ideologie sei, weil sie radikal sei. Ab diesem Zeitpunkt sah Mao sich als Marxist und ließ sich vom Marxismus und der Geschichte der Oktoberrevolution leiten. Er begann mit der Gründung von Untergrundzellen der Sozialistischen Jugendliga in Changsha.
Im Juli 1921 nahm Mao am 1. Parteikongress der Kommunistischen Partei Chinas (KPC) als einer der beiden Vertreter der Changsha-Zelle teil. Die Partei hatte damals nur 53 Mitglieder und die Möglichkeit einer Machtergreifung lag in weiter Ferne. Mao führte auf diesem Kongress das Protokoll und war abgesehen davon nicht sehr aktiv. Die Komintern-Vertreter erklärten auf diesem Kongress, wie in rückständigen Ländern und Kolonien die Macht ergriffen werden sollte, Mao verstand diese Taktik jedoch nicht, gleich wie die anderen chinesischen Teilnehmer.
In Changsha widmete Mao sich den ihm anvertrauten Aufgaben. Zusammen mit Li Lisan, den Mao in der Schule kennengelernt hatte, gründete er Gewerkschaften, wenngleich es in Hunan nur wenige Arbeiter im Sinne von Karl Marx gab. Im Jahre 1922 organisierte er mehrere machtvolle Streiks, etwa in Anyuan, wohin Mao mehrmals ging, um dort die Berg- und Bahnarbeiter der Kohleminen zu organisieren. Diese Streiks führten zu deutlichen wirtschaftlichen Verbesserungen für die Arbeiter. Die Arbeiter Hunans waren größtenteils politisch desinteressiert, so dass Maos Zellen der KPC und der Sozialistischen Jugendliga nur langsam wuchsen, dies vor allem durch persönliche Beziehungen. Im November 1922 hatten beide Organisationen gemeinsam 230 Mitglieder, womit sie die stärkste Teilorganisation des Landes waren. Als Vorsitzender der Gewerkschaftsverbandes Hunans war Mao Verhandlungspartner des Provinzgouverneurs Zhao Hengti. Mit Geld des Gouverneurs gründete er eine Schule, um Kader der KP auszubilden. Mao reiste zum 2. Parteikongress erneut nach Shanghai, vergaß jedoch den Tagungsort und nahm am Kongress deshalb nicht teil.
Im Herbst 1919 hatte Mao eine Affäre mit seiner früheren Mitschülerin Tao Yi, die jedoch aufgrund unterschiedlicher politischer Ansichten in die Brüche ging. Ab September 1920 traf er die Tochter seines mittlerweile verstorbenen Lehrers und Freundes Yang Changji Yang Kaihui regelmäßig. Nach anfänglicher Schüchternheit heirateten sie im Winter 1920 ohne Brautgeschenk und chinesische Zeremonie; Liebesheiraten waren damals noch nicht der Normalfall. Erst im Oktober 1921 konnten sie in eine gemeinsame Wohnung ziehen.

### Kuomintang-Mitglied
Im Januar 1923 entschied das zentrale Exekutivkomitee der KPC, Mao in die Zentrale nach Shanghai zu holen. Dafür war es höchste Zeit, denn der Kriegsherr Wu Peifu hatte begonnen, die Gewerkschaften mit Gewalt zu bekämpfen und Gouverneur Zhao Hengti hatte Mao zur Festnahme und Hinrichtung ausgeschrieben. Mao reiste über Shanghai nach Kanton, wo im Juni der 3. Parteikongress stattfand. Auf diesem Kongress wurde auf Wunsch der Komintern die Erste Einheitsfront durchgesetzt und Mao wurde in das neunköpfige Exekutivkomitee der KP und zum Leiter der Organisationsabteilung der Ersten Einheitsfront gewählt. Über die Einheitsfront-Politik war Mao geteilter Meinung, letzten Endes unterstützte er sie: Ihm war klar, dass sich alle demokratischen Kräfte vereinigen müssten, um der Ära der Kriegsherren ein Ende zu setzen. Seine Bemühungen, von Shanghai aus für die Kuomintang (KMT) Zellen zu gründen, blieben ohne Erfolg. Ende Dezember 1924 bat er um Freistellung aus gesundheitlichen Gründen; die nicht enden wollenden Reibungen zwischen KP und Kuomintang sowie die ständige Einmischung und die häufigen Personal- und Politikwechsel der Komintern hatten ihm zugesetzt.
Den größeren Teil des Jahres 1925 verbrachte Mao in seiner Heimat Shaoshan. Dort begann er, die einheimischen Bauern zu organisieren und für den Kommunismus zu interessieren, Kaihui begann, in einer Abendschule für Bauern zu unterrichten. Obwohl er bis dahin für die Landbevölkerung nur Verachtung übrig gehabt hatte, erkannte er hier, dass in China eine Revolution nur erfolgreich sein könne, wenn sie sich auf die zahllosen verarmten Bauern stützt. Im Sommer musste Mao erneut aus Hunan fliehen, denn er hatte hungernde Bauern angeleitet, einen Großhändler zu nötigen, ihnen Reis zu annehmbaren Preisen zu verkaufen. Er ging nach Kanton und begann, an der kurz davor gegründeten Whampoa-Militärakademie zu arbeiten. Unter anderem war er Herausgeber der Politischen Wochenzeitung, dem Propagandaorgan der KMT. Mitte März wurde er zum Direktor des Institutes zur Bildung der Bauernbewegung ernannt, womit er sich ausschließlich mit der Mobilisierung der Landbevölkerung befassen konnte und zum Experten für die Bauernbewegung innerhalb der KPC wurde. Die vielen Landbewohner, die keine bessere Alternative hatten als sich in Banden, als Bettler oder als Söldner in einer der Armeen der Kriegsherren durchzuschlagen, betrachtete Mao mehr und mehr als potentielle Verbündete der KP. Wiederholt ließ er sich von seinen Verpflichtungen in Kanton befreien, um die Lage der Bauern zu untersuchen.
Im Zuge des Nordfeldzuges der KMT wurde Mao wieder nach Shanghai versetzt und leitete dort mit großer Umtriebigkeit und ausgedehnter Reisetätigkeit die Arbeitsgruppe zur Mobilisierung der Bauern. Mao hoffte, dass das Ende der Herrschaft der Kriegsherren auch das Ende der Grundherren bedeuten würde. Wieder war er in das schwierige Manövrieren zwischen KPC, Komintern und Kuomintang involviert. Anfang 1927 begab er sich wiederum nach Hunan, wo er über den Status der Bauernbewegung recherchierte. Der umfangreiche Bericht über eine Untersuchung der Bauernbewegung in Hunan, den er nach seiner Rückkehr der Parteiführung präsentierte, wurde angenommen, mehrfach in China publiziert und in englischer und russischer Sprache in der Zeitung Kommunistische Internationale teilveröffentlicht. Ab hier ging Mao von einer gewaltsamen Revolution durch die Bauernschaft aus. Im April 1927 ernannte man ihn zum Mitglied eines fünfköpfigen Ausschusses des ZEK der KMT, das Maßnahmen zur Übertragung von Land an Bauern erarbeiten soll.
Die erste Einheitsfront zerbrach Mitte Mai endgültig, als Chiang Kai-shek in Shanghai zahlreiche Kommunisten umbringen ließ und drei Tage später ein Schlag gegen die Kommunisten in Kanton stattfand. Mao hielt sich zu jener Zeit in Wuhan auf und versuchte, innerhalb der Kuomintang eine Lösung für die Frage der Landverteilung herbeizuführen. Er resignierte jedoch mit der Feststellung, dass der Kuomintang-Führung nicht an einer Lösung gelegen war und dass sie nur große Worte machte.
Die Kommunistische Partei befand sich an diesem Punkt in einer aussichtslosen Lage. Mao zog auf einer kurzen Reise nach Hunan die Schlussfolgerung, dass die KPC im Kampf um die Macht nur dann erfolgreich sein könne, wenn sie über eigenes Militär verfügt. Politischer Kampf, Massenbewegung und Einheitsfront seien sinnlos, weil im militarisierten China der 1920er Jahre alle politische Macht aus den Gewehrläufen kommt. Nach Maos Ansicht sollte sich eine solche kommunistische Armee aus verarmten Bauern rekrutieren Maos Vorschlag, in schwer zugänglichen Gebieten kommunistische Basen einzurichten, wurde von der Komintern aber nur bedingt genehmigt. Sie setzte nun auf Aufstände gegen die Kuomintang, an deren Planung Mao als Experte für die Mobilisierung von Bauern beteiligt war.
In den Nanchang-Aufstand vom 1. August 1927 war Mao nicht involviert. Am 7. August nahm er an der Außerordentlichen Konferenz des Zentralkomitees der KPC teil, in der der neue Komintern-Vertreter Bessarion Lominadse und auch Mao die bisherige Politik von Chen Duxiu als zu wenig radikal kritisierten. Nach der Konferenz sollte Mao wieder für die Partei in Shanghai arbeiten, er bestand jedoch darauf, in Hunan einen Herbsternte-Aufstand zu organisieren, um sein eigenes – wahrscheinlich von Peng Pais Hailufeng-Sowjet inspiriertes – Konzept der Schaffung befreiter Zonen im agrarischen Hinterland umzusetzen. Nach Maos Meinung sollte das gesamte Land in gemeinsamen Besitz überführt werden, wenngleich ihm bewusst sein musste, dass die Bauern dies nicht wollten.

### Basis in Jinggangshan
Im August 1927 wurde Mao nach Hunan entsandt, um dort den Herbsternte-Aufstand durchzuführen. Nach dem Willen der Komintern sollte es das Ziel sein, die Provinzhauptstadt Changsha einzunehmen; von dieser Strategie war Mao aber nicht überzeugt. Er leitete das Frontkomitee, das sich mit den militärischen Fragen des Aufstandes befasste. Der Aufstand am 9. September, an dem sich Bauern, Eisenbahnarbeiter und Bergleute beteiligen sollten, wurde schnell niedergeschlagen. Mao entging seiner Hinrichtung nur knapp, so dass er und die Mitglieder des Hunaner KP-Komitees entschieden, Changsha nicht anzugreifen. Anstelle dessen zog Mao mit etwa 1500 Soldaten in Richtung Jinggang-Gebirge, wo sie Ende Oktober eintrafen. Eine Versammlung der Vertreter der Arbeiter, Bauern und Soldaten als Legislative sowie eine Volksversammlung als Exekutive wurden ins Leben gerufen. Mit den Führern der einheimischen Bande namens Bruderschaft des Waldes, die die Region kontrollierten, musste Mao sich arrangieren. Yuan Wencai, einer dieser Banditenführer, verkuppelte Mao mit He Zizhen, um sich seine Loyalität zu sichern.
Während Mao Zedong sich im Gebirge aufhielt, schrumpfte die KP unter dem Druck der Kuomintang ganz beträchtlich. Zahlreiche Kommunisten zogen sich aufs Land zurück. Mao wurde für seinen „militärischen Opportunismus“ verurteilt und aus dem Politbüro entfernt. Damit begannen für ihn Kämpfe mit Rivalen innerhalb der KP, die Maos Truppen als gewöhnliche Banditen betrachteten. Im April 1928 trafen die verbliebenen Truppen des Nanchang-Aufstandes, die Zhu De kommandierte, in dem von Mao kontrollierten Gebiet ein. Zhu und Mao vereinbarten, gemeinsam einen Sowjet mit Hauptstadt Longshi einzurichten, eine Bodenreform durchzuführen und die Massen zu bewaffnen. Bis Ende des Jahres wurde im Jinggang-Gebirge eine egalitäre, militarisierte, auf Terror gegen den Einzelnen basierende und notgedrungen mit Plünderungen und Opiumhandel finanzierte Gesellschaft errichtet. Im Mai 1928 kommandierten Zhu und Mao etwa 18.000 schlecht ausgebildete, undisziplinierte und unterernährte Kämpfer, davon ein Drittel krank oder verwundet. Die Truppen besaßen insgesamt etwa 2000 Gewehre. Bis November 1928 wurde gegen erheblichen Widerstand der Bauern das gesamte Land beschlagnahmt und umverteilt. Der Fehlschlag des Herbsternte-Aufstandes hatte gezeigt, dass die lokalen Eliten auf die armen Bauern einen sehr hohen Einfluss hatten. Aus diesem Grund gingen die Leute um Mao mit großer Härte gegen die reichen Bauern und Grundherren vor.
Auf dem 6. Kongress der Kommunistischen Partei Chinas im Juni und Juli 1928, der in Moskau stattfand, wurden Maos Ideen scharf kritisiert. Trotzdem wählte man ihn in Abwesenheit ins Zentralkomitee der KP – immerhin war er der einzige, der eine kommunistische Basis schaffen und halten konnte. Zu den Kritikpunkten an Mao gehörten die Frage der Landverteilung und der Umgang mit wohlhabenden Bauern im Rahmen der Bodenreform. Die Parteizentrale fürchtete, dass ihr die Kontrolle über Mao und Zhu entgleiten würde und dass die beiden sich zu Kriegsherren wandeln würden. Sie wies Mao und Zhu an, das Armeekommando abzugeben und die Rote Armee in kleinere Einheiten aufzuteilen; Mao ignorierte diese Anweisungen. Die Komintern schwenkte parallel dazu auf Maos Linie des Guerillakampfes ein.
Im Dezember 1928 trafen auch die Truppen von Peng Dehuai im Jinggang-Gebirge ein. Es war klar, dass die Region so unproduktiv, aber auch so ausgeplündert war, dass sie die Soldaten nicht erhalten konnte, und dass der Jinggang-Sowjet gescheitert war. Die kommunistische Basis wurde deshalb entgegen den Wünschen der Partei im Januar 1929 nach Südost-Jiangxi, an die Grenze zu Fujian, verlegt. In dieser Phase wurde Mao Zedong erneut Vater. Da Mao, seine nunmehr dritte Ehefrau He Zizhen und die Armee auf der Flucht vor Kuomintang-Verfolgern waren, musste Tochter Jinhua eine halbe Stunde nach ihrer Geburt bei Bauern zurückgelassen werden.

### Jiangxi-Sowjet

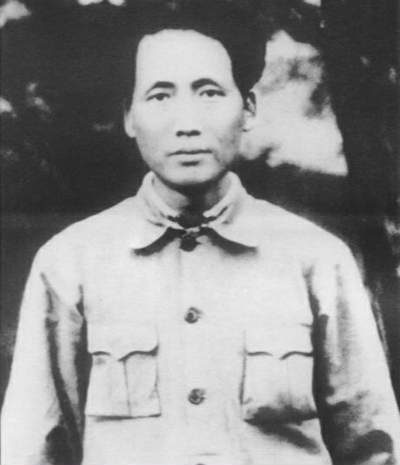
Mao Zedong 1931

Das Regime, das Mao und Zhu in ihrer neuen Basis einrichteten, unterschied sich von jenem in Jinggangshan nicht wesentlich. Auch in Südost-Jiangxi wurde eine Landreform durchgeführt, wobei man sich hier an Vorgaben der Komintern und der Entkulakisierung orientierte.
Die Ankunft zahlreicher in der Sowjetunion ausgebildeter Funktionäre und Komintern-Berater führte zu intensiven Konflikten. Mao echauffierte sich über die Kader, die keine Ahnung von Basisarbeit hatten und nur Dogmen aus den Büchern anhingen. Sein Leitspruch die Wahrheit in den Tatsachen suchen geht auf diese Zeit zurück. Auch zwischen Zhu und Mao verschärften sich im ersten Halbjahr 1929 Konflikte um die richtige Führung des Sowjet, sie wurden vom ZK-Gesandten Liu Angong noch verschärft. Von Juni bis November 1929 zog sich Mao deshalb aufgrund von Krankheit und Depressionen zurück, bis sich das ZK auf seine Seite stellte.
Nach seiner Rückkehr in die Politik des Sowjet befand sich die Partei auf der Li-Lisan-Linie und damit einem deutlich aggressiveren Kurs. Im Sommer 1930 mussten Zhu und Mao mit ihren Truppen auf Wunsch der KP-Zentrale die Städte Jiujiang und Nanchang angreifen, beide Operationen schlugen fehl. Die Stadt Changsha konnte eingenommen und für ein paar Tage gehalten werden, was die Kuomintang zum Anlass nahmen, Maos zweite Ehefrau Yang Kaihui hinzurichten. Die Verluste für die Rote Armee waren außerdem enorm. Sie hatte nun zwar 54.000 Soldaten, aber kaum Ausrüstung. Maos Erkenntnis aus diesen Entwicklungen war, dass der Sowjet ordnungsgemäße Regierungsorgane aufbauen müsse. Im Oktober 1930 wurde deshalb die kaum verteidigte Stadt Ji'an eingenommen und die Sowjetregierung der Provinz Jiangxi proklamiert. Ein Jahr später, am 7. November 1931, fand der Erste Kongress der chinesischen Sowjets in Ruijin statt. Mao ließ sich zum Vorsitzenden des Allchinesischen Exekutivkomitees und zum Vorsitzenden des Rates der Volkskommissare wählen. Ruijin wurde zur Hauptstadt der chinesischen Sowjetrepublik erhoben. Mitte April 1932 setzte Mao durch, dass die Sowjetregierung Japan den Krieg erklärte, in der Hoffnung, dadurch die Sympathien patriotischer Chinesen für sich zu gewinnen.
Parallel zu diesen Ereignissen kam der Komintern-Vertreter Pawel Mif in Shanghai an und begann, die KP-Führung nach Belieben umzubauen. Mao verlor dadurch an Einfluss, seine Methoden des Guerilla-Kampfes wurden vehement kritisiert. Da die Kuomintang zeitgleich Provokateure und Spione in die Kommunistische Partei einschleuste und einen Angriff mit 100.000 Soldaten auf den Sowjet unternahm, erreichten die parteiinternen Kämpfe mit dem Futian-Zwischenfall ihren vorläufigen Höhepunkt. Diese Säuberungswelle kostete mehr als 1000 Kommunisten das Leben. Er wusste damals nicht, dass Stalin ihn bereits seit Ende der 1920er Jahre schützte und ihn mit Propaganda unterstützte. Als Mao heftige Machtkämpfe mit Abgängern der Sun-Yatsen-Universität in Moskau und Pawel Mif austrug, verbündeten sich Mao und Zhu mit Wang Jiaxiang und Zhou Enlai.  Trotzdem verlor Mao Einfluss in Partei und Armee. Abermals zog er sich in die Berge zurück; die Kontrolle über die Partei übernahm Bo Gu. Otto Braun ersetzte die Guerillastrategie von Mao Zedong, mit der vier Angriffe der Kuomintang zurückgeschlagen werden konnten, mit Stellungskrieg, wie er an sowjetischen Militärakademien gelehrt wurde.  Im Sommer 1934 war die Lage des Sowjets aussichtslos, es wurden Vorbereitungen zur Evakuierung getroffen. Mao erfuhr davon nur wenige Tage vor dem Abmarsch, als er mit dem Ersten Korps der Roten Armee nahe Yudu, 60 km westlich von Ruijin, lag. Maos Frau He Zizhen durfte am Langen Marsch teilnehmen, der damals zweijährige Sohn Anhong musste zurückbleiben und ist seitdem verschollen.

## Machtübernahme (1934–1949)

### Langer Marsch

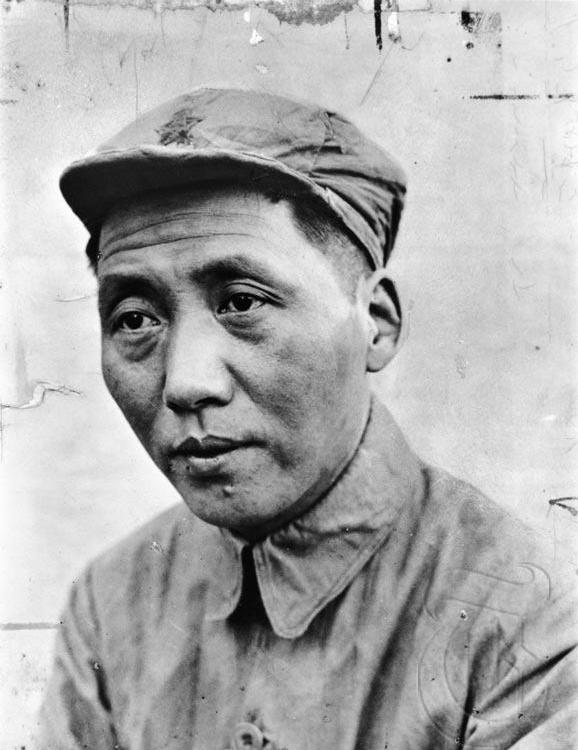
Mao Zedong kurz nach Ende des Langen Marsches

Anfang November 1934 zogen die Kommunisten mit fast 90.000 Mann in Richtung Westen mit unbekanntem Ziel ab. Die Stimmung bei den Kämpfern war schlecht, die Rote Armee glich einem Zug von Niedergeschlagenen. Mao nutzte die Stimmung und die langen Ritte, um aus Bo Gus Unterstützerkreis zunächst Luo Fu, später auch Wang Jiaxiang und Zhou Enlai auf seine Seite zu ziehen. Er hatte den Vorteil, jegliche Schuld am Verlust des Jiangxi-Sowjets von sich weisen zu können. Sein Name stand somit für einen Neuanfang. Auf der ersten wichtigen Abstimmung auf dem Langen Marsch, nämlich jener über das Ziel der Evakuierung, konnte er sich durchsetzen und man wählte somit das bergige Gelände von Guangxi, Guizhou und Sichuan als ersten Zufluchtsort.
Im Januar 1935 legte die Rote Armee im Städtchen Zunyi eine Marschpause ein und die Parteispitze traf sich zu einer Aussprache auf der dreitägigen Konferenz von Zunyi. Bo Gu und Zhou Enlai, die seit 1932 für das Militär der Kommunistischen Partei verantwortlich gewesen waren, mussten Bericht erstatten. Luo Fu und nach ihm Mao Zedong griffen Bo und Otto Braun in ihren Wortmeldungen schwer an und machten ihre Fehler für den Verlust des Sowjets verantwortlich. Am Ende dieser Konferenz hatte Bo Gu außer Kai Feng und Otto Braun keine Unterstützer mehr, während Mao wieder zum Mitglied des Ständigen Ausschusses des Politbüros bestimmt wurde. Im Februar musste Bo seinen Posten als Generalsekretär der Partei an Luo Fu abgeben, im März wurde Mao zum politischen Kommissar des neu geschaffenen Militärrates gewählt. Nach dieser Konferenz dominierte das Trio aus Luo, Wang und Mao die Partei. Mao hatte sich somit den Einfluss und die Positionen zurückgeholt, die er 1932 verloren hatte.
Im Juni 1935 traf Maos Erste Frontarmee auf die Vierte Frontarmee von Zhang Guotao. Zhangs Truppen waren stärker und besser ausgerüstet, während die Rote Armee ihre Kampfbereitschaft praktisch verloren hatte. Die politische Führung der Ersten Frontarmee war hingegen von Moskau legitimiert. Zhang und Mao hegten darüber hinaus eine persönliche Abneigung gegeneinander. Es kam zum unvermeidlichen Machtkampf zwischen Zhang und Mao; Mao riskierte eine erneute Teilung des kommunistischen Lagers. Er wollte nach Norden ziehen, um gemeinsam einen Sowjet einzurichten und ihn bis an die Grenze zur Sowjetunion erweitern. Außerdem wollte er den Kampf gegen die japanische Invasion aufnehmen, um seinen Führungsanspruch gegenüber Zhang Guotao mit dem Argument des Kampfes um die nationale Souveränität zu legitimieren.
Am 22. Oktober 1935 erklärte Mao den Langen Marsch im Norden der Provinz Shaanxi für beendet. Hier wurde Maos Armee mit den Truppen des Bao’an-Sowjets von Liu Zhidan vereinigt. Der Lange Marsch hatte Mao die Machtübernahme über die Partei ermöglicht, die Rote Armee war jedoch auf 5000 Soldaten geschrumpft. Die Kommunistische Partei wählte zunächst den Ort Wayaobao zu ihrem Sitz. Zhang Guotao und Zhu De kamen erst im November 1936 in Nord-Shaanxi an und waren somit als Anwärter auf die Macht in der KP ausgeschieden.

### Neuaufbau der KP in Shaanxi
In den Monaten nach der Ankunft in Nord-Shaanxi reorganisierte Mao die Rote Armee, die nun etwa 10.000 Kämpfer hatte. Die Strategie, die Rote Armee als antijapanische Armee darzustellen, begann zu wirken. Die Bewegung des 9. Dezember von 1935, die von der Regierung in Nanjing ein stärkeres Vorgehen gegen die japanische Aggression gefordert hatte, führte zu verstärktem Zulauf zur KP. Dieser Ansatz von Mao Zedong lag auf einer Linie mit Moskau, wenngleich der Kontakt dorthin vorübergehend abgerissen war: Stalin wollte ein stabiles China als Absicherung der Sowjetunion gegen Japan. Deshalb wies er die Kommunistische Partei an, eine Einheitsfront mit der Kuomintang anzustreben. Auch Mao suchte dahingehend einen Konsens mit seinen einstigen Gegnern. Im Dezember 1935 beschloss die Partei, dass die nationale Bourgeoisie mit den Arbeitern und Bauern Chinas gegen die Japaner kämpfen solle.
Das Politbürotreffen vom 8. Dezember 1935 formulierte entsprechend eine Aufforderung an die Kuomintang zu einem Waffenstillstand und gemeinsamem Kampf gegen Japan. Chiang Kai-shek veranlasste jedoch weitere Angriffe auf die Kommunisten. Zur wichtigsten Frage wurde nun, zumindest einen Teil der Kuomintang für einen Waffenstillstand zu gewinnen. Eine Gelegenheit dazu bot sich in der Person des Zhang Xueliang, der sich mit seinen Truppen vor den Japanern aus der Mandschurei in Shaanxis Provinzhauptstadt Xi’an zurückgezogen hatte, und der ebenfalls auf der Suche nach Verbündeten war. Bereits im November hatte Mao einem Kommandeur der Truppen Zhangs einen Waffenstillstand angeboten. Im April 1936 kam es zu direkten Verhandlungen, die auf einen Waffenstillstand und sogar Waffenlieferungen von Zhang an die KP hinausliefen. Chiang suchte Zhang aus diesem Grund für ein persönliches Gespräch in Xi’an auf, parallel zu diesem Gespräch demonstrierten über zehntausend Studenten gegen die lasche Japan-Politik Chiangs. Dieses Gespräch mündete in die Verhaftung Chiangs. Mao jubilierte – am 15. Dezember sandte die gesamte KP-Führung ein Schreiben an die Nanjinger Regierung mit der Forderung, Chiang vor ein Volksgericht zu stellen. Der sowjetische Machthaber Josef Stalin machte jedoch Druck, Chiang freizulassen. Kurz vor diesen Ereignissen hatten Deutschland und Japan den Antikominternpakt unterzeichnet. Stalin wollte nun mehr denn zuvor ein stabiles China und Chiang war der stärkste Akteur. Deshalb drängte Josef Stalin Mao Zedong, den Konflikt friedlich zu lösen. Die Beziehungen zwischen Stalin und Mao kamen unter großen Druck, denn es war offensichtlich, dass Chiang und seine zahlreichen deutschen Berater zuerst auf die Vernichtung der Kommunistischen Partei, erst dann auf Widerstand gegen Japan hinarbeiteten. Letzten Endes hing die Kommunistische Partei Chinas aber finanziell von der Sowjetunion ab. Am 10. Februar 1937 sandte die KP erneut eine Botschaft an das 3. Plenum der Kuomintang, worin sie die Grundlagen für eine Zusammenarbeit gegen Japan formulierte.
Druck aus Moskau mündete von März bis Mai 1937 in einer Verständigung zwischen Kuomintang und KP zu einer Zusammenarbeit. Im Juli 1937 wurde die Zweite Einheitsfront formell beschlossen. Die Rote Armee wurde dem Oberbefehl der Regierung in Nanjing unterstellt und war nunmehr die von Zhu De kommandierte 8. Marscharmee der Nationalrevolutionären Armee. Mao erkannte die führende Rolle der Kuomintang an; beide Seiten planten jedoch bereits den innerchinesischen Kampf, der nach dem Ende des Krieges gegen Japan weitergehen würde. Mao setzte am 22. August 1937 auch durch, dass die Rote Armee weiterhin eine Partisanenarmee mit Guerillataktik sein würde. Er argumentierte, dass der Verlust der Armee auch das Ende der Kommunistischen Partei und ihrer Funktionäre persönlich sein würde. Die Rote Armee führte fortan Aktionen in japanisch besetztem Gebiet durch, auch die sozialen Veränderungen in den von der KP beherrschten Territorien gingen weiter.
Am 1. November 1937 wandte sich Mao zusammen mit Zhu De als Oberkommandierendem an den späteren britischen Premierminister Clement Attlee, den damaligen Vorsitzenden der Labour Party, und bat ihn um Unterstützung. Mao schreibt, China stecke in „einem Kampf um Leben und Tod gegen die Eindringlinge […] Wir sind davon überzeugt, dass sich das britische Volk, wenn es die Wahrheit über die japanische Aggression in China erfährt, erheben wird, um den Chinesen zu helfen“. Der in englischer Sprache verfasste Brief endet mit dem Satz: „Lang lebe die Friedensfront der demokratischen Nationen gegen den Faschismus und den imperialistischen Krieg.“ Eine Antwort Attlees ist nicht überliefert. Der Neuseeländer Munro Bertram beansprucht, Mao zu dem Brief ermuntert zu haben.
Während des Großen Terrors in der Sowjetunion begann Mao, sich weitere Verbündete zu suchen. Er kontaktierte beispielsweise die Labour Party und hieß Evans Carlson, den Vertrauten des amerikanischen Präsidenten Roosevelt willkommen. Carlson berichtete über Mao deutlich positiver als von Chiang: er bezeichnete ihn als Träumer und Genie und als jemanden mit der Gabe, zum Kern eines Problemes vorzudringen. Er hielt die damalige Politik der KP für liberaldemokratisch und betonte, Mao plane eine Koalitionsregierung für China. Parallel dazu löste er den Machtkampf mit seinem Gegenspieler Wang Ming, dem Vertrauten Stalins und Vertreter Chinas in der Komintern. Wang hatte wiederholt Zweifel Stalins an der Treue Maos gesät, Stalin verlangte von Wang, jegliche trotzkistische Abweichung zu melden. Da auch Zhang Guotao, Kang Sheng, Bo Gu und Zhou Enlai auf Wang Mings Linie waren und nicht zuletzt eng mit der Kuomintang zusammenarbeiteten, entsandte Mao mit Ren Bishi seinen eigenen Vertreter nach Moskau. Als wenig später die Komintern betonte, wie wichtig es sei, Mao Zedong als Führer der Kommunistischen Partei zu unterstützen, war das Führungsproblem gelöst. Damit setzte sich Maos chinesischer Kommunismus auch gegen die in der Sowjetunion ausgebildeten Kommunisten durch. Es begannen Führerkult und Stalinisierung der Partei, Mao begann nun, diesen Kult selbst aktiv zu fördern. Die Berichte von Edgar Snow, Agnes Smedley und anderen westlichen Journalisten führten zu einer gewissen Verbreitung des Mao-Kultes im Ausland.
Im Juni 1936 verlor die KP wegen eines Angriffes der Kuomintang ihr Hauptquartier Wayaobao und musste nach Bao’an fliehen, einen halbverlassenen Ort mit etwa 400 Einwohnern. Im Januar 1937 zog das Zentralkomitee der KPC aus den Erdhöhlen von Bao'an nach Yan’an. He Zizhen hatte kurz zuvor mit Li Min ihr fünftes Kind geboren. Das Leben in Yan’an, wohin auch viele junge Leute gekommen waren, die sich für den Kommunismus engagieren wollten, brachte auch viele Versuchungen in den Geschlechterbeziehungen mit sich. Die Ehen zahlreicher Parteifunktionäre wurden geschieden. Auch He Zizhen verließ Mao nach Affären mit der amerikanischen Journalistin Agnes Smedley und der chinesischen Schauspielerin Wu Lili.
Im September 1938 begann Mao eine Affäre mit der Filmschauspielerin Lan Ping. Er heiratete sie am 19. November 1939, zuvor hatte er den Namen Jiang Qing für sie ausgewählt. Jiang Qing war die frühere Geliebte von Kang Sheng, der später Leiter der chinesischen Geheimdienste werden würde und unter anderem die Kampagne gegen die Rechtsabweichler steuerte. Später zählten sie zur Viererbande. Die gemeinsame Tochter Li Na wurde am 3. August 1940 geboren.

### Sieg über die Kuomintang, Beginn des Mao-Kultes

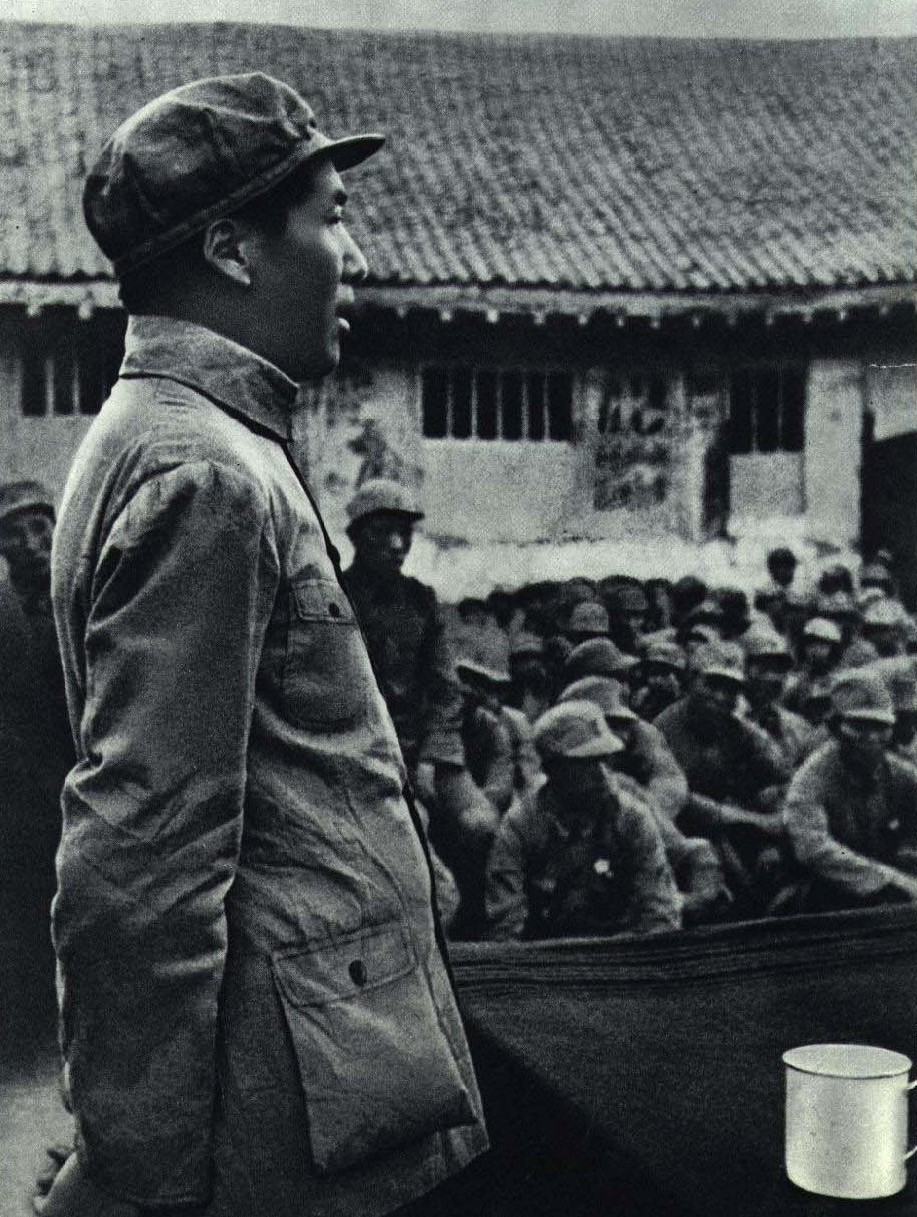
Mao unterrichtet an der Antijapanischen Universität, 1938

Im Juli 1937 begann Mao, sich intensiv mit marxistischer und bolschewistischer Philosophie auseinanderzusetzen und Vorträge an der neugegründeten Antijapanischen Militär-Politischen Universität zu halten. Er publizierte darüber hinaus zahlreiche Betrachtungen zu politischen und militärischen Themen und übertrug die Ideologie des Marxismus auf die chinesische Kultur und Realität. Diese Sinisierung des Marxismus wurde von Josef Stalin toleriert, denn er wusste, dass Mao für die Etablierung eines Führerkults in China auch intellektuelle Leistungen vorweisen musste.
Um die Unterstützung in der Bevölkerung zu verbreitern und aus Sorge um den Zusammenhalt der Kommunistischen Partei entwickelte Mao ab Ende 1939 zusammen mit Chen Boda das Konzept der Neuen Demokratie. Es umfasste die staatliche Achtung von Eigentum, die Förderung des chinesischen Unternehmertums, die Förderung ausländischer Investitionen, die Kontrolle von Schlüsselsektoren durch den Staat, ein Mehrparteiensystem mit Koalitionsregierung und demokratische Freiheiten. Die Kommunistische Partei beanspruchte in diesem Konzept jedoch die Führungsrolle. Gegenüber ausländischen Besuchern erklärte Mao, dass die Neue Demokratie ein notwendiger Zwischenschritt Chinas auf dem Weg zum Sozialismus und letzten Endes dem Kommunismus sei. Es ist auch möglich, dass es von Anfang an nur als Täuschungsmanöver entwickelt wurde, ähnlich wie Stalin im Zweiten Weltkrieg die Komintern auflöste. Als sich abzeichnete, dass die Kommunisten den Bürgerkrieg gewinnen würden, wandte Mao sich von diesem Konzept wieder ab. Es hatte jedoch zu einer Abspaltung linker Gruppierungen innerhalb der Kuomintang unter Führung von Sun Yat-sens Witwe Song Qingling geführt.
Durch die Etablierung von befreiten Gebieten hinter den japanischen Linien wuchs die Mitgliederanzahl der Kommunistischen Partei sehr schnell. Dies bedeutete, dass zahlreiche neue Parteimitglieder zuvor keinerlei Berührungspunkte mit dem Kommunismus gehabt hatten. Außerdem waren etwa zwei Drittel der neu beigetretenen Mitglieder Analphabeten. Säuberungen wie in der KPdSU lehnte Mao ab, an deren Stelle sprach Mao von Berichtigungsbewegung und Ausrichtungsbewegungen. Er holte Liu Shaoqi nach Yan’an, um sich um die inneren Angelegenheiten der Partei und um Weiterbildung der Parteikader zu kümmern. Allein im Basisgebiet von Yan’an entstanden zwischen 1935 und 1945 44 Parteischulen, in denen neue Mitglieder geschult und sozialisiert wurden und wo ideologische Kontrolle ausgeübt werden sollte. Darüber hinaus begann man, Versammlungen einzuberufen, wo von den Teilnehmenden Selbstkritik erwartet und geübt wurde. Es wurden Schulungen und Selbstbezichtigungskampagnen organisiert. Unter Kang Sheng wurden die ersten Sonderkommissionen eingesetzt.
Auf dem Parteitag in Yan’an 1945 nahmen 754 Delegierte teil, die mittlerweile 1,2 Millionen Mitglieder vertraten. Auf diesem Parteitag der Geschlossenheit – Wang Ming war mittlerweile demontiert, Zhou Enlai keine Gefahr für Maos Führungsanspruch – wurde ein neues Parteistatut verabschiedet, in dem das Mao-Zedong-Denken zur Grundlage der Kommunistischen Partei Chinas erklärt wurde. Mao war nun der „Überragende Führer“ der kommunistischen Bewegung und hielt alle Macht in seinen Händen. Seine früheren Positionen, die ihm häufig eine Außenseiterrolle eingebracht hatten, wurden nun zur zentralen KP-Linie erklärt und die früher von der Mehrheit der KP verfolgte Politik zu Minderheiten-Standpunkten. Ein Komitee zur Reinigung der Geschichte erhielt den expliziten Auftrag, die Geschichte auf die Notwendigkeiten des Kultes anzupassen.
Nach dem japanischen Angriff auf Pearl Harbour war es für Mao klar, dass die USA Japan besiegen würden und die Kommunisten ihre Kräfte für den darauffolgenden Krieg gegen die Kuomintang schonen müssten. Mao begrüßte daher die Dixie-Mission, mit der die USA ein Team unter David D. Barrett und John S. Service die Kommunisten untersuchen lassen wollten. Er konnte den US-Vertretern vermitteln, dass die KPC von der KPdSU unabhängig sei, und dass die USA das einzige Land seien, das China zum angestrebten schnellen Wirtschaftswachstum verhelfen könne. Um zu verhindern, dass die USA ihre Hilfe der Kuomintang zukommen ließen, dachte Mao sogar über eine Umbenennung der Kommunistischen Partei nach. Das Bild, das die Teilnehmer der Dixie-Mission über die KP zeichneten, war durchaus positiv. Er wurde aber bei weiten Teilen der amerikanischen Geheimdienste mit Skepsis aufgenommen. Die amerikanische Regierung ließ sich nicht täuschen.
Kurz vor der Kapitulation Japans flammte der Chinesische Bürgerkrieg wieder auf. Verhandlungen zwischen Mao und Chiang brachten kein Ergebnis. Der US-amerikanische Botschafter Patrick J. Hurley versuchte, bei einer Verständigung zwischen KP und Kuomintang zu vermitteln und begleitete Mao am 28. August 1945 nach Chongqing. Die Gespräche sollten sechs Wochen dauern. Chiang Kai-shek blieb jedoch dabei, eine Zusammenarbeit mit den Kommunisten abzulehnen. Im gleichen Monat unterschrieben Mao und Chiang einen Freundschafts- und Bündnisvertrag, in dem die KP die Kuomintang als Chinas legitime Regierungspartei anerkannte, mit Bestimmungen für Wahlen und einer vage gesicherten Mehrparteiendemokratie. Nach der Kapitulation Japans kontrollierte die Kuomintang zwei Drittel des chinesischen Territoriums, während die Kommunisten einige befreite Gebiete mit dem Zentrum im Grenzgebiet von Shaanxi, Gansu und Ningxia hielten. Insgesamt lebten in den kommunistisch kontrollierten Gebieten 95,5 Millionen Menschen. Die japanischen Soldaten erhielten den Befehl, sich nur Kuomintang-Soldaten zu ergeben; japanische gefangene Soldaten wurden in Aktivitäten gegen die Kommunisten eingesetzt. Die Kuomintang konnte auf diese Art die Rote Armee bis zum Jahre 1947 stark zurückdrängen. Auch die Basis Yan’an musste aufgegeben werden. Mao gab den Truppen der Roten Armee die Anweisung, sich nur auf Kampfhandlungen einzulassen, wenn ihr Sieg sicher sei, und ausschließlich die Guerillataktik anzuwenden.
Trotz der Offensive Chiangs auf die Basis in Yan’an im Jahre 1947 und trotz der Zurückhaltung Stalins bei Waffenlieferungen und Geldüberweisungen – sein Misstrauen gegenüber Mao war gewachsen und er wollte die USA nicht provozieren – wuchs die Volksbefreiungsarmee innerhalb eines Jahres von 1,2 auf 3,5 Millionen Soldaten. Im Sommer 1947 setzte die Rote Armee den Plan Maos um, die Dabie-Berge in Zentralchina zu besetzen. Dies zerstörte sämtliche Pläne Chiangs und zwang ihn zu massiven Truppenverschiebungen. Der Zulauf zur Volksbefreiungsarmee und Fehler von Chiang Kai-shek führten dazu, dass Mao im Mai 1948 seine Streitkräfte mit den Truppen von Liu Shaoqi und Zhu De in Xibaipo vereinigen konnte. Während Chiangs Truppen aufgrund von Korruption und Verfolgung von persönlichen Interessen durch die Kommandeure zunehmend zerfielen, waren die Kämpfer der Roten Armee fanatisiert. Im Januar 1949 gelang ihnen die Einnahme der Mandschurei, wenige Monate später wurden Peking, Shanghai und Nanjing erobert. Bis 1950 war ganz China von den Kommunisten eingenommen. Am 1. Oktober 1949 proklamierte Mao Zedong auf dem Tor des Himmlischen Friedens die Volksrepublik China und stand nun vor der gewaltigen Aufgabe, den neuen Staat und dessen Einheit zu stabilisieren. Er führte eine Koalitionsregierung als Vorsitzender an, Liu Shaoqi, Zhu De und Song Qingling waren seine Stellvertreter.

## Vorsitzender (1949–1976)

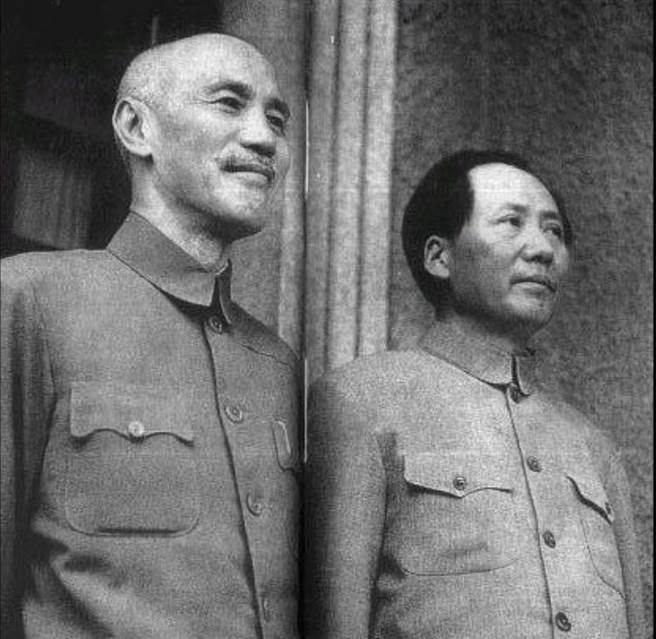
Chiang Kai-shek und Mao in Chongqing

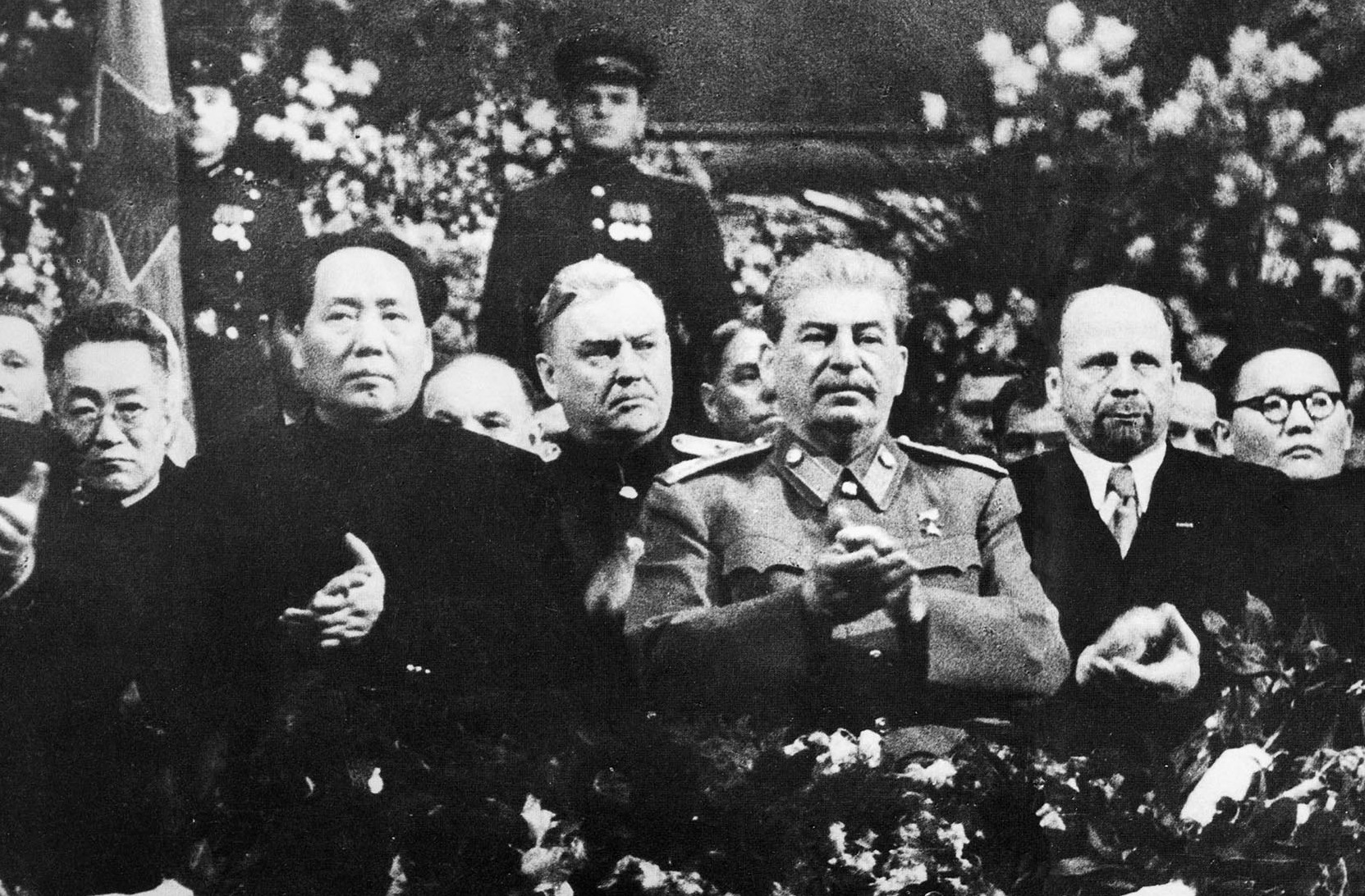
Mao bei Stalins Geburtstagsfeier, Dezember 1949

In der Gründungsphase der Volksrepublik war Mao bereits 56 Jahre alt und seine Gesundheit war angegriffen. Er litt unter Schlaflosigkeit und zuweilen unter Orientierungsverlust. Trotzdem arbeitete er 15 bis 16 Stunden pro Tag, vor allem in der Nacht. Ab September 1949 lebte er in Zhongnanhai, wo er mit seinen Angehörigen einen traditionellen Wohnhof bewohnte. Abgesehen von politischen Beziehungen pflegte er keine Freundschaften. Seine Frau Jiang Qing organisierte seinen Tagesablauf, Maos einzige Vergnügung waren Tanzveranstaltungen, für die Jiang Qing junge Tanzpartnerinnen organisierte.
Seine Mitarbeiter und Gäste empfing er bevorzugt in seinem Schlafzimmer mit einem riesigen Bett, von welchem aus er den neuen Staat organisierte. Entgegen Stalins Rat hatte Mao sich für Peking als neue Hauptstadt Chinas entschieden, wenngleich er ursprünglich die Dekadenz der Qing-Dynastie verabscheute. Die fundamentalen Veränderungen, die für Peking geplant waren – dazu gehörte unter anderem der Abriss der Verbotenen Stadt – wurden aufgrund der politischen Wirren in der jungen Volksrepublik nicht umgesetzt. Das Konzept der „Neuen Demokratie“ wich nun der „demokratischen Diktatur des Volkes“.

### Emanzipation von Stalin
Schon im Jahre 1948 plante Mao einen Besuch mit seinen Wirtschaftsfachleuten Ren Bishi und Chen Yun beim sowjetischen Machthaber Josef Stalin. Dieser sagte diesen Besuch jedoch immer wieder ab. Erst im Dezember 1949 fuhr Mao aus Anlass von Stalins 70. Geburtstag nach Moskau. Es war ein dreimonatiger Aufenthalt vorgesehen, gleichzeitig war dies Maos erste Auslandsreise. Aus Sicherheitsgründen reiste Mao mit dem Zug – alle 50 Meter wurden Soldaten mit Maschinengewehren postiert – und überschritt die Grenze zur Sowjetunion in Otpor. Ab dort sorgte der sowjetische Geheimdienst für Mao. Mit Ausnahme von zwei Empfängen ignorierte Stalin Mao jedoch weitgehend. Mao war enttäuscht und fühlte sich auf die Datsche „Lipki“ abgeschoben. Stalin schlug Maos Wunsch nach Kündigung des für die Sowjetunion vorteilhaften Freundschaftsvertrages mit der Kuomintang-Regierung zunächst ab. Erst gegen Ende des Besuches kam man zu einem Abkommen über Freundschaft, Bündnis und gegenseitige Hilfe, in dessen geheimen Anhängen China der Sowjetunion jedoch Vorrechte in Xinjiang und der Mandschurei einräumte. Darüber hinaus waren Gemeinschaftsunternehmen in Bergbau und Schwerindustrie unter sowjetischer Führung vorgesehen und China bekam die Kontrolle über Eisenbahnen in der Mandschurei und den Militärhafen von Lüshun vorerst nicht zurück.
Mao war über das, was er als sowjetischen Imperialismus empfand, stark verärgert. Stalin misstraute jedoch Mao, den er wiederholt als „Höhlenmarxisten“ bezeichnet hatte, und sah in einem erstarkenden China eine potentielle Konkurrenz zu seiner Hegemonie im kommunistischen Lager. Allerdings war Mao von Stalin weitgehend abhängig. Auf Maos Wunsch hin entsandte Stalin immerhin seinen Marxismusexperten Pawel Judin nach China, der zwei Jahre lang Maos Werke prüfte und Stalin bestätigte, dass Mao ein Marxist sei. Mao hatte in Moskau jedoch auch die körperliche Schwächung Stalins bemerkt. Stalin, der kein starkes China wollte, bremste wirtschaftliche Hilfen für Mao und lehnte Maos Ansinnen, einen Fünfjahrplan aufzustellen, ab. Mao setzte deshalb stalinistische Veränderungen ohne Rücksprache mit Stalin durch. Er ließ den kommunistischen Apparat die traditionellen Eliten auf dem Land verdrängen, deren starker Widerstand mit Gewalt gebrochen wurde. Bis 1951 bezahlten etwa zwei Millionen Menschen diese Maßnahmen mit dem Leben und weitere zwei Millionen wurden in Lager verschleppt. Maos Stalinisierung richtete sich dabei zuerst gegen Landbesitzer (Chinesische Landreform), danach gegen Armeeangehörige, die als unzuverlässig galten, später gegen (vermeintlich) korrupte Beamte und schließlich gegen private Unternehmer (Drei-Anti und Fünf-Anti-Kampagne). Im September 1952 waren bereits zwei Drittel der Industrie und 40 Prozent des Handels in staatlicher Hand. Im Jahre 1951 begann auch eine Indoktrinierungskampagne, die die Intellektuellen des Landes zum Ziel hatte, und man säuberte die Partei von unzuverlässigen Parteimitgliedern – bis 1953 wurden 10 % der Mitglieder aus der Kommunistischen Partei ausgeschlossen.
Bezüglich der Aufgabe der Neuen Demokratie war die Parteiführung gespalten. Vor allem Liu Shaoqi und Zhou Enlai hielten an dem Begriff und dem von Josef Stalin geforderten schrittweisen Aufbau des Sozialismus fest. Der Konflikt wurde im Zusammenhang mit dem Steuerkonzept von Bo Yibo – er wollte private und staatliche Unternehmen gleichstellen – offensichtlich. Auf der Konferenz zu wirtschafts- und finanzpolitischen Fragen im Sommer 1953 brachte Mao die Parteiführung auf seine Linie: Stalin war mittlerweile gestorben, Mao war nun ungehindert, auf eine Beschleunigung des Aufbaus des Sozialismus zu drängen. Trotz der politischen Auseinandersetzungen und der Repressionen wurde die Wirtschaft stabilisiert, die Wirtschaftsleistung erreichte im Jahre 1953 wieder das Niveau von 1936 und die Inflation sank in den einstelligen Bereich. Die sowjetische Unterstützung – vor allem das gelieferte Know-how – waren hierfür essentiell. Die neuen Ansätze waren aber nicht in der Lage, das Versorgungsproblem zu lösen. Die Bauern – häufig zwangsweise in Genossenschaften organisiert – wurden hoch besteuert, um die Städte versorgen zu können, so dass die Landbevölkerung latent unterernährt war.
Josef Stalins Nachfolger Nikita Sergejewitsch Chruschtschow benötigte unbedingt die Anerkennung Maos als Führer des kommunistischen Lagers, denn Mao hatte damals in der kommunistisch beherrschten Welt ein sehr hohes Ansehen. Er besuchte im September 1954 China, machte der chinesischen Seite zahlreiche Zusagen und ergab sich in einem Überschwang der Freundschaft. Mao und der Rest der Parteiführung interpretierten dies als Schwäche. Am 25. Februar 1956 hielt Chruschtschow auf dem XX. Parteitag der KPdSU seine Geheimrede, mit der er die Entstalinisierung einleitete. Mao war auf dem Parteitag nicht anwesend und wurde über die erschütternden Nachrichten von Deng Xiaoping und Zhu De informiert. Mao war vor allem darüber bestürzt, dass Chruschtschow offensichtlich erwartete, die anderen kommunistischen Parteien würden akzeptieren, was er vorgab. Die Entstalinisierung gab Mao nun aber die Möglichkeit, einen vom politisch schwachen Chruschtschow unabhängigen Kurs zu entwickeln. Maos Eindruck von Chruschtschows Schwäche bestätigte sich bei dessen Besuch, auf dem die sowjetische Seite zahlreiche gemeinsame Projekte anbot. Im April 1956 wurden Abkommen über 55 Industrieprojekte unterzeichnet, worunter auch Anlagen für Raketentechnik und nukleare Waffen waren. Trotzdem stritten sich die chinesische Partei und die sowjetische Partei um theoretische Fragen, vor allem um einen möglichen friedlichen Übergang zum Kommunismus und eine friedliche Koexistenz von Kapitalismus und Kommunismus. Beide Möglichkeiten verneinte die chinesische Seite. Stalins Leistung bewertete Mao letzten Endes als 70 % positiv und 30 % negativ für China.

### Koreakrieg
Mao wusste bereits im Jahre 1949 – der chinesische Bürgerkrieg war noch nicht vorbei – von Kim Il-sungs Plänen, das militärisch viel schwächere Südkorea anzugreifen. Angesichts der zahlreichen koreanischen Teilnehmer an der Befreiung der Mandschurei stellte Mao Kim chinesische Unterstützung bei diesen Plänen in Aussicht. Im Frühling und im Mai 1950 sagte Mao Kim zu, ihm mit den drei koreanischen Divisionen der Volksbefreiungsarmee und, wenn notwendig, mit chinesischen „Freiwilligenverbänden“ zu helfen. Sowohl Kim als auch Mao wussten damals nicht, dass Stalin den Kriegseintritt der USA in den Koreakrieg provozieren wollte, um die Kräfte sowohl der USA als auch Chinas längerfristig zu binden. Mao war der Meinung, dass die USA wegen eines so kleinen Gebietes wie Südkorea keinen großen Krieg riskieren würden.
Nachdem Nordkorea bis zum Oktober 1950 Südkorea fast vollständig erobert hatte, gelang es UN-Truppen unter amerikanischer Führung, die nordkoreanischen Truppen zurückzuwerfen und an den Rand einer Niederlage zu bringen. Mao zögerte, unter diesen Umständen seine Truppen in den Krieg zu schicken. Er schrieb an Stalin, dass der Krieg in Korea sämtliche Pläne zum friedlichen Wiederaufbau Chinas durchkreuzen würde. Auch der Großteil der restlichen chinesischen Führung – darunter Zhou Enlai und Lin Biao – waren gegen den Krieg. Stalin wischte Maos Bedenken vom Tisch, direkte sowjetische Unterstützung für Kim lehnte er jedoch ab. Am 5. Oktober argumentierte Peng Dehuai im erweiterten Plenum des Politbüros, dass China ein amerikanisch beherrschtes Korea vermeiden müsse. Die Entscheidung für den Kriegseintritt wurde gefällt. Am 12. Oktober machte Mao in einem Schreiben an Stalin einen erneuten Rückzieher, wonach Stalin Kim anwies, Korea aufzugeben und sich auf sowjetisches oder chinesisches Gebiet zurückzuziehen und von dort den Guerillakampf aufzunehmen. Am 13. Oktober willigte Mao erneut ein, Truppen zu senden, so dass am 19. Oktober vier Feldarmeen und drei Artillerie-Divisionen der Volksbefreiungsarmee einmarschierten. Die Zahl der Kriegsopfer auf chinesischer und nordkoreanischer Seite stieg schnell in die Hunderttausende, so dass Lin Biao und Gao Gang im Sommer 1951 versuchten, von Stalin die Genehmigung für Waffenstillstandsverhandlungen zu bekommen. Im Jahre 1952 musste Mao sogar entscheiden, trotz Engpässen in China Nahrungsmittelhilfe an Nordkorea zu leisten. Stalin wollte das Kriegsende jedoch hinauszögern, so dass ein Waffenstillstand erst nach Stalins Tod am 27. Juli 1953 erreicht werden konnte. Wirtschaftlich war der Krieg für China eine extreme Bürde, weil Stalin verlangte, den gewährten sowjetischen Kredit für die Bezahlung der sowjetischen Waffen zu nutzen.
Im Koreakrieg verlor Mao Zedong seinen Sohn Mao Anying, der sich nach offizieller chinesischer Geschichtsschreibung „freiwillig“ zum Krieg gemeldet hatte und dem Generalstab zugeteilt worden war. Mao Anying wurde bei einem amerikanischen Luftangriff getötet. Sein Vater nahm diese Nachricht äußerlich gleichgültig auf und meinte, dass ein Krieg nun mal Opfer fordere. Innerlich war er jedoch schwer getroffen, litt lange unter Schlaflosigkeit, aß nicht und rauchte Kette.

### Rascher Aufbau des Sozialismus
Josef Stalins Tod ermöglichte es Mao Zedong, den innerparteilichen Widerstand gegen einen schnellen Aufbau des Sozialismus zu brechen und das Konzept der Neuen Demokratie aufzugeben. Außerdem hatte die Sowjetunion zugesagt, bei Industrialisierungs- und Elektrifizierungsprojekten zu helfen und Unterlagen zum Bau von Industriebetrieben zu liefern. Das Ringen um die Parteilinie zwischen Mao und den Moderaten dauerte bis Anfang 1954. Einer der Höhepunkte dieser Auseinandersetzungen war die Rao-Gao-Affäre. Gao Gang gehörte zu den mächtigsten Politikern im Mao-Lager, er hatte gleichzeitig gute Beziehungen zu Stalin gehabt und war auch Stalins Informant gewesen. Obwohl Mao und Gao inhaltlich nahe beieinander waren, wollte Mao Gao nun loswerden. Gao interpretierte die vertraulichen Gespräche, die Mao mit ihm führte, als Beweis für Maos Unterstützung. Er intrigierte gegen die Moderaten um Liu und Zhou, Mao ließ Gao und seinen Verbündeten Rao Shushi im Februar 1954 jedoch fallen. Sie wurden auf Maos Initiative im 4. Plenum des Zentralkomitees kritisiert und verloren ihre Positionen. Dies war die erste größere politische Säuberung nach Ausrufung der Volksrepublik. Es folgte eine Kampagne, um weitere Konterrevolutionäre innerhalb und außerhalb der Partei zu finden. Zahlreiche Kulturschaffende wie der Philosoph Hu Shi, Yu Pingbo oder der Schriftsteller Hu Feng wurden angegriffen. Ärzte wurden beschuldigt, die Parteiführung vergiften zu wollen. Es kam zu Repressionen gegen zehntausende Parteikader.
Schnellen Fortschritten in der Landwirtschaft standen die technische Rückständigkeit, die kleinen Einheiten, die ländliche Überbevölkerung und die archaischen sozialen Verhältnisse entgegen. Es war klar, dass Neuerungen notwendig seien, die Parteilinken um Mao lehnten den marktwirtschaftlichen Ansatz der Moderaten ab und setzten sich mit ihrer Forderung nach Kollektivierung durch. Im November 1953 wurde ein staatliches Monopol mit künstlich niedrigen Preisen für Getreide, Speiseöl und Baumwolle eingeführt. Dies führte zu einem Anwachsen von staatlicher Hilfe abhängiger landwirtschaftlicher Haushalte. Bauern hatten keinerlei Anreiz mehr, ihre Erträge zu steigern, es kam zu Unruhen auf dem Land. Die Zusammenfassung bäuerlicher Haushalte zu Kooperativen wurde gegenüber den Zielen des ersten Fünfjahrplans beschleunigt, was erneut zu Widerstand der Bauern führte. Diese schlachteten häufig ihre Tiere, um sie nicht in die Kooperativen einbringen zu müssen, oder flohen in die Städte. Auf Anraten des Direktors für ländliche Arbeit Deng Zihui wurde das Tempo zurückgenommen und unter Zwang gebildete Kooperativen ab 1955 teils wieder aufgelöst. Mao rief daraufhin an der Parteihierarchie vorbei die lokalen Kader dazu auf, die Bewegung der Kooperativen zu beschleunigen, ein Parteiplenum mit zahlreichen Delegierten aus den lokalen Parteiorganisationen segnete Maos Kurs ab. Das Ergebnis war, dass im Juni 1956 von den 110 Millionen bäuerlichen Haushalten etwa 92 % einer Kooperative angehörten. Im Vergleich mit der Sowjetunion verlief die Kollektivierung trotz Zwang, Widerständen und Unruhen vergleichsweise friedlich.
Die privaten Unternehmen Chinas wurden enteignet, was teilweise durch Festsetzen der Abnahmepreise, teilweise durch Verdrängung und teilweise durch Abfindung mit Rentenzahlungen geschah. Die Bedingungen der Arbeiter verschlechterten sich. Es kam zu zahlreichen Streiks in der Industrie, wenngleich die Gewerkschaften von der Kommunistischen Partei kontrolliert wurden, die nun gleichzeitig die Arbeitgeberseite vertrat. Allein im 2. Halbjahr 1956 wurden etwa 10.000 Streiks gezählt. Trotz der Engpässe an Rohmaterialien, Arbeitskräften und Elektrizität hatte die Kommunistische Partei nun die absolute Macht über Politik und Wirtschaft Chinas.
Am 20. September 1954 wurde die neue Verfassung der Volksrepublik angenommen, Mao hatte fortan das Amt des Vorsitzenden der Volksrepublik inne. Er litt in dieser Zeit unter starken Schlafstörungen, Barbiturate in sehr hohen Dosierungen halfen nicht.

### Hundert-Blumen-Bewegung
Nachdem Mao nicht mehr Stalins Anweisungen entgegennehmen musste, machte er sich Gedanken über einen effizienteren Aufbau des Sozialismus als in der Sowjetunion. In seiner Rede über die zehn großen Beziehungen legte er dar, dass die Sowjetunion seiner Meinung nach Umwege genommen habe, weil der Stalinismus zu wenig radikal sei. Nach dem Prinzip „mehr, schneller, besser und wirtschaftlicher“ schlug er hohe Investitionen in die Leichtindustrie und die Entwicklung des Landesinneren vor. Die spirituellen Anreize zur Arbeit sollten neben den materiellen Anreizen gestärkt werden. Der Anteil der Wirtschaft unter zentraler Verwaltung sollte gesenkt werden und autonome Produktionskomplexe sollten entstehen. Die Rede wurde weithin ignoriert und nicht verstanden, Zhou Enlai wandte ein, dass das vorgeschlagene Investitionsvolumen die Fähigkeiten der chinesischen Wirtschaft bei weitem übersteige. Um öffentlich Kraft zu demonstrieren, ging Mao im Perlfluss, dem Xiang-Fluss und dem Jangtsekiang schwimmen. Trotzdem lehnte 1956 auf dem VIII. Parteitag der Kommunistischen Partei Deng Xiaoping in seiner Rede Personenkult ab und das Mao-Zedong-Denken wurde aus der Satzung der Partei gestrichen. Mao war mit den Beschlüssen unzufrieden.
Parallel zu diesen Ereignissen fanden in Osteuropa antistalinistische Aufstände statt, die aus Maos Sicht von Chruschtschows Politik ausgelöst worden waren. Zu Beginn des Polnischen Oktober zitierte Mao den sowjetischen Botschafter Pawel Fjodorowitsch Judin zu sich. Er erklärte ihm in seinem Schlafzimmer und im Schlafanzug bekleidet, dass China sich im Falle sowjetischer Gewaltanwendung auf Polens Seite stellen würde. Mao entsandte eine Delegation nach Moskau und forderte für den Ungarischen Volksaufstand die gleiche friedliche Lösung wie für den Polnischen Oktober. Erst, nachdem es in Ungarn zu Lynchjustiz an Geheimdienstlern und Parteifunktionären gekommen war, forderte Mao eine gewaltsame Wiederherstellung der Ordnung und beschuldigte die sowjetische Führung, das Schwert Lenins aus der Hand gelegt zu haben. Mao schlussfolgerte, dass es in Osteuropa viele Konterrevolutionäre gab, weil der Klassenkampf nicht richtig geführt worden war.
Angeblich, um die Partei aus Konservatismus und Bürokratismus zurückzuholen, lancierte Mao am 10. Mai 1957 den Aufruf, den „Geist von Yan’an“ zurückzuholen. Unter dem Slogan der Hundert-Blumen-Bewegung, den er bereits im Dezember 1955 verwendet hatte, gewährte er Rede- und Pressefreiheit und rief dazu auf, Missstände zu kritisieren. Die Reaktion der Bevölkerung und vor allem der Intellektuellen überraschte die Partei, die auf ernsthafte Gespräche nicht vorbereitet war. Bereits am 8. Juni wurde die Redefreiheit wieder abgeschafft und die zahlreich gesprossenen „giftigen Kräuter wurden ausgemerzt“. Es gibt starke Indizien dafür, dass Mao die Kritiken bewusst provozierte, um die Kritiker ausfindig machen und verfolgen zu können. Millionen Intellektuelle wurden als rechte bourgeoise Elemente gebrandmarkt und es kam zu staatlichem Terror, mit dem Mao auch Kritiker an seiner Politik des schnellen Aufbau des Sozialismus eliminierte. Im Herbst 1957 bezeichnete Mao auf dem 3. erweiterten Plenum die Kampagne als erfolgreich und kündigte utopische und kolossale Projekte in der Landwirtschaft an. Er glaubte fest an die Macht des Sozialismus, denn gerade hatte die Sowjetunion den Sputnik ins Weltall geschossen, während die USA „nicht mal eine Kartoffel“ ins All gebracht hätten. Eine Kampagne in der Partei, bei der es darum ging, wer zahlenmäßig die meisten Rechtsabweichler aufdecken könne, wurde gestartet, eine weitere Welle der Verfolgung überzog China.

### Großer Sprung nach vorn
Aus Anlass der Feierlichkeiten zum 40. Jahrestag der Oktoberrevolution besuchte Mao Moskau, wo er von Chruschtschow hofiert wurde, diesen aber heftig und öffentlich angriff. Er brüskierte Chruschtschow nicht nur mit politischen Angriffen, sondern auch damit, dass er in Gegenwart von zahlreichen anderen Vorsitzenden kommunistischer Parteien darüber sinnierte, dass ein Atomkrieg zwar die Hälfte der Menschheit ausrotten, dafür aber dem Kommunismus zum Sieg über den Kapitalismus verhelfen würde. Als Reaktion über die Berichte Chruschtschows über die Erfolge seiner Wirtschaftspolitik prahlte er, dass China innerhalb von 15 Jahren England bei der Menge des produzierten Stahles überholen würde.
Auf den Parteikonferenzen in Hangzhou und Nanning kritisierte Mao Zedong all jene, die dem Modell der Sowjetunion folgen und nicht blindlings vorwärts stürmen wollten. Man solle nicht den Enthusiasmus von 600 Millionen Menschen bremsen. Die Moderaten warnte er, dass sie nur 50 Meter von Rechtsabweichlern entfernt seien. Die „Sechzig Thesen über Arbeitsmethoden“, die auf diesen Konferenzen verabschiedet wurden, bildeten die theoretische Basis für den Großen Sprung nach vorn, „Drei Jahre hartnäckiger Arbeit“ wurde zum Slogan für den maoistischen Aufbau des Sozialismus. Mao begann, kreuz und quer durch China zu reisen und Parteikader davon zu überzeugen, dass China die Produktion von Getreide und Stahl stark steigern müsse – es ist unklar, warum Mao diese beiden Zahlen als alleinige Ziele für seine Politik heranzog. Im Januar 1958 rief Mao zur permanenten Revolution, das heißt zu einer endlosen Serie von Reformen und revolutionären Kampagnen auf. Er fürchtete, dass das Volk sonst zu bequem würde. Er rief die Kader zum Experimentieren auf und versprach Straffreiheit für Linksabweichler. Wenngleich Mao von Ökonomie nur wenig verstand, war es ihm bewusst, dass Chinas Wirtschaftsentwicklung auf seinem riesigen Vorrat an Arbeitskräften beruhen müsse.
Seine erste Kampagne war die Ausrottung der vier Plagen. Mao sah in den Ratten, Mücken, Fliegen und Sperlingen nur Schädlinge, die es zu bekämpfen galt. Mao hatte diese Maßnahme schon 1956 vorgeschlagen, die bis dahin aber ignoriert worden war. Im Februar 1958 wurde sie per Dekret begonnen und das ganze Land beteiligte sich an der Jagd auf die Tiere. Besonders die Tötung der Vögel hatte auf das ökologische Gleichgewicht drastische Konsequenzen. Die zweite Kampagne hatte ihren Ursprung bereits im Jahr 1955 und bestand darin, die Kooperativen so zu vergrößern, dass sie mehr als 10.000 Haushalte umfassten und Arbeitskräfte für den Bau von Infrastruktur wie Kanäle, Bewässerungssysteme, Dämme oder Stauseen mobilisieren konnten. Auch die Ideen des Tiefpflügens und der dichten Bepflanzung wurden verbreitet. Das Kalkül war, dass die Erträge in der Landwirtschaft stark steigen sollten und dass die industrielle Entwicklung aus dem Exporterlös von Getreide bestritten werden könnte. Im April 1958 begann die erste derartige Großkooperative aus Henan in Eigeninitiative, sich Volkskommune zu nennen, in Kantinen kostenloses Essen anzubieten und die Arbeit militärisch zu organisieren. Dies setzte zahlreiche Arbeitskräfte frei und sparte Brennstoff für das Kochen, gleichzeitig ermöglichte es der Landbevölkerung die Flucht aus Armut und Hunger. Mao war begeistert, die Medien verbreiteten die Nachricht von der „Entdeckung der Volkskommune“ mit großem Eifer und in ganz China wurden riesige derartige Kommunen ins Leben gerufen. Mao kündete bereits eine Ära der immerwährenden Freude an und prognostizierte in seinem Überschwang immer kürzere Zeiten, um England einzuholen. Seiner Meinung nach sollten Kommunen zu Produktionskomplexen für Landwirtschaft, Industrie und Militär weiterentwickelt werden und er versprach, dass bald ein Überfluss an Gütern herrschen und dass jeder Kreis bald über zwei Flugzeuge verfügen würde.
Die „Schlacht um Stahl“ war die nächste Kampagne des Großen Sprungs nach vorn. Im ganzen Land wurden primitive Hochöfen gebaut, in der die umgebende Vegetation verbrannt wurde, um Stahl herzustellen. Dazu wurden vor allem Gegenstände aus Metall, die dank der Volkskommunen nicht mehr benötigt wurden, eingeschmolzen und zahlreiche Arbeitskräfte aus anderen Wirtschaftssektoren abgezogen. Im Oktober 1958 arbeiteten 90 Millionen Chinesen an den Hochöfen, neben Bauern auch Schüler und Ärzte. Diese Politik führte innerhalb kurzer Zeit zu Nahrungsmittelengpässen im ganzen Land. Bereits im Dezember 1958 hungerten 25 Millionen Menschen. Auch in Zhongnanhai kamen die Engpässe an, es gab kein Fleisch mehr. Mao beschuldigte im Februar 1959 die Parteikader, ihn belogen zu haben, glaubte jedoch fest an die Richtigkeit seiner Politik und gab für das Jahr 1959 höhere Ziele aus. Im Juni 1959 besuchte er sein Heimatdorf und musste feststellen, dass der Grabstein seiner Eltern als Baumaterial für einen Hochofen verwendet worden war, und dass der Tempel, wo seine Mutter immer gebetet hatte, abgerissen und verfeuert worden war. In allen Häusern waren die Metallgegenstände verschwunden. Wenige Wochen später erhielt Mao einen Brief von Peng Dehuai, in dem Peng den Großen Sprung sehr vorsichtig kritisierte. Mao war stark erzürnt und ließ Peng und einige seiner Unterstützer wie Luo Fu und Huang Kecheng auf der Konferenz von Lushan ihrer Posten entheben. Im Jahre 1959 fuhr man eine schlechte Ernte ein, die Hungersnot vertiefte sich, aber die Parteiführung schmeichelte Mao weiterhin.
Auch in der Außenpolitik geriet Mao in eine Krise. Am 31. Juli 1958 war Chruschtschow plötzlich zu einem inoffiziellen Besuch nach Peking gekommen, um Mao eine gemeinsame Pazifikflotte und gemeinsame Radarstationen vorzuschlagen. Mao behandelte Chruschtschow äußerst feindselig. Er lehnte nicht nur Chruschtschows Vorschläge rundum ab und prahlte mit der zu erwartenden Rekordernte, er erniedrigte ihn auch, indem er mit ihm im Schwimmbad verhandelte – Mao war ein guter Schwimmer, während der Bergmann Chruschtschow kaum schwimmen konnte. Chruschtschow traf sich in der Folge mit US-Präsident Eisenhower, um über einen Abbau der Spannungen zwischen den zwei Supermächten zu sprechen, und erklärte die sowjetische Neutralität im Grenzkrieg zwischen Indien und China. Am 20. Juni 1959 zog er die sowjetische Hilfszusage für den Bau der Atombombe zurück, im Sommer 1959 kritisierte er gegenüber anderen Führern des kommunistischen Lagers die chinesische Politik und insbesondere die Volkskommunen. Bei den Feiern zum 10. Jahrestag der Ausrufung der Volksrepublik begegneten Mao und Chruschtschow sich offen feindlich: Chruschtschow schlug vor, Mao solle Eisenhower gegenüber guten Willen zeigen und fünf seit dem Koreakrieg in China gefangene Amerikaner freilassen, Mao beschuldigte Chruschtschow, den Sozialismus zu betrügen und opportunistisch zu agieren. Am Höhepunkt des Großen Sprunges zog die Sowjetunion ihre 1390 Ingenieure und Techniker aus den gemeinsamen Projekten in China zurück, was die Wirtschaftskrise zusätzlich vertiefte.
Im Jahre 1960 litt China unter schwerer Trockenheit, so dass die Getreideernte um 50 Millionen Tonnen gegenüber 1957 zurückblieb. Die Große Chinesische Hungersnot erreichte ihren Höhepunkt, auch die Familien der Parteiführung mussten nun in den Innenhöfen von Zhongnanhai Gemüse anbauen und fuhren aus Peking hinaus, um Essbares zu suchen. Mao erlaubte, dass China im Jahre 1961 vier Millionen Tonnen Getreide aus dem westlichen Ausland beschaffte, ein sowjetisches Hilfsangebot lehnte Peking mit Verweis auf angebliche Schwierigkeiten in der Sowjetunion ab. Gleichzeitig versuchte die Partei, die Hungersnot zu verheimlichen, unter anderem lud man den Mao-Biographen Edgar Snow nach China ein, der am Ende einer Rundreise der Welt bestätigte, dass die Hungersnot eine Lüge sei. Erst in den 1980er Jahren gab die Parteiführung 20 Millionen Verhungerte zu, während westliche Schätzungen von bis zu 50 Millionen Todesopfern ausgehen. Aktuelle Schätzungen gehen von 20 bis 45 Millionen Toten aus.
Im Frühling 1960 gestand Mao sich das Scheitern des Großen Sprunges ein und stimmte Vorschlägen des Vorsitzenden der staatlichen Planungskommission Li Fuchun zur Anpassung der Wirtschaftspolitik zu. Die Volkskommunen wurden so reformiert, dass die landwirtschaftliche Organisation praktisch auf den Stand der frühen 1950er Jahre zurückkehrte. Die öffentlichen Kantinen betrachtete Mao nun als „tödlichen Tumor“ und ordnete ihre Schließung an. Er zog sich in die zweite Reihe zurück und bezeichnete Liu Shaoqi nun als seinen Nachfolger, nachdem er schon 1959 das Amt des Vorsitzenden der Volksrepublik aufgegeben hatte. Liu tolerierte das Systems der Haushaltsverträge, das sich spontan entwickelt hatte. Direkte Kritik an Mao kam auf und wurde lauter, vor allem auf der erweiterten Sitzung des Zentralkomitees im Januar und Februar 1962. Während Mao sich nach Hangzhou zurückzog, arbeitete das Politbüro in Peking wirtschaftliche Notfallmaßnahmen aus. Mao sandte seinen Assistenten Tian Jiaying nach Hunan, um Informationen über die Lage auf dem Land zu sammeln – zu Maos großer Enttäuschung war das Ergebnis, dass die Bauern den Großen Sprung verteufelten, die Haushaltsverträge begrüßten und sich teilweise sogar die Neue Demokratie zurückwünschten.
Aus den Ergebnissen der Notfallmaßnahmen – die Ernten 1962 bis 1964 waren zufriedenstellend – schloss Chen Yun, dass es die Zwangszusammenschlüsse zu Volkskommunen waren, die die Katastrophe herbeigeführt hatten. Deng Zihui, Deng Xiaoping und Zhou Enlai förderten deshalb das System der Haushaltsverträge. Im Juli 1962 kam Mao jedoch ins Zentralkomitee zurück und zürnte gegen die Haushaltsverträge, warnte vor Wiederkunft der Bourgeoisie und einer Degeneration wie sie seiner Meinung nach in der Sowjetunion vor sich ging. Er lancierte eine Kampagne, dass sich China vor Revisionismus von außen schützen und Revisionismus im Inland verhindern müsse und scharte Linksradikale wie seine Frau Jiang Qing, Lin Biao, Zhang Chunqiao und Ke Qingshi um sich. Im September 1962 gab Mao seiner Frau die Macht über das Kulturressort, der Personenkult um Mao wurde verstärkt. Ab 1963 publizierte die Armeezeitung Jiefang Ribao täglich ein Mao-Zitat, aus dem später die bekannte Mao-Bibel entstand. Der Kult um den Mao endlos ergebenen Soldaten Lei Feng wurde gefördert und kommunistische Opern von Jiang Qing verdrängten die „feudalen Traditionen“. Im Jahre 1964 war der erste Atomtest der Volksrepublik erfolgreich, im selben Jahr wurde Chruschtschow abgesetzt. Mao schloss daraus auf die Richtigkeit seines Kurses. Er besuchte die Jinggangshan-Basis, von der aus er seine Revolution begonnen hatte und nahm sich mit der 18-jährigen Schaffnerin Zhang Yufeng eine neue Geliebte.

### Kulturrevolution (1966–1976)
1966 startete Mao die große Proletarische Kulturrevolution durch seine Unterstützung kritischer Wandzeitungen und den Aufruf an Schüler, Studenten und Arbeiter, auch neu etablierte Gesellschaftsstrukturen zu durchbrechen. Mit der Parole „Die Liebe zu Mutter und Vater gleicht nicht der Liebe zu Mao Zedong“ forderte er Kinder auf, ihre Eltern als „Konterrevolutionäre“ oder „Rechtsabweichler“ zu denunzieren – die  Denunziation war eine von Maos wirksamsten Herrschaftsinstrumenten. Das erklärte Ziel der Kampagne war die Beseitigung reaktionärer Tendenzen unter Parteikadern, Lehrkräften und Kulturschaffenden. In Wirklichkeit sollte durch das entstehende Chaos die erneute Machtergreifung Mao Zedongs und die Beseitigung seiner innerparteilichen Gegner, insbesondere Liu Shaoqi, erreicht werden, was Mao mit Hilfe von Lin Biao und der Viererbande auch gelang. Seine innerparteilichen Gegner wurden wegen Landesverrats verhaftet, getötet oder durch körperliche Arbeit „resozialisiert“. Die im Zuge der Revolution aufgehetzten Jugendlichen schlossen sich zu sogenannten Roten Garden zusammen. In der Folgezeit schwänzten die Jugendlichen Schulen und Universitäten, töteten und misshandelten zahlreiche Menschen, insbesondere Menschen mit Bildung (Lehrer, Ärzte, Künstler, Mönche, Parteikader), zerstörten Kulturdenkmäler, Tempel, Bibliotheken und Museen, bekämpften sich untereinander und störten die öffentliche Ordnung nachhaltig.
Siehe auch: Roter August
Mao, der nach der Beseitigung Liu Shaoqis die Macht wieder fest im Griff hatte, rief daher bereits 1968 die randalierenden Jugendlichen dazu auf, ihren „wahren Revolutionsgedanken“ in die spärlich besiedelten, bäuerlichen Westprovinzen zu tragen und sich die dortigen, hart arbeitenden Bauern als proletarische Vorbilder zu nehmen. Da nur wenige Jugendliche schulfreies Unruhestiften in chinesischen Großstädten durch harte Feldarbeit in armen Westprovinzen ersetzen wollten, musste in der Folgezeit die Armee eingesetzt werden, um die Roten Garden offen zu bekämpfen und die neu eingeführte Schulpflicht zu erzwingen. In der Folge wurden zahlreiche Rotgardisten bei Massenexekutionen erschossen. Die Kulturrevolution wurde erst nach Maos Tod im Jahr 1976 offiziell als beendet erklärt und die Viererbande für die Unruhen verantwortlich gemacht.

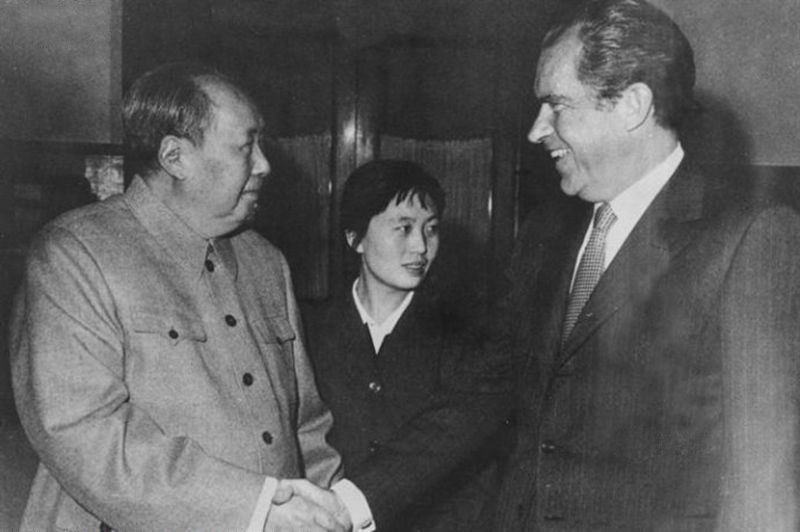
1972: Mao Zedong trifft sich in Peking mit Richard Nixon

### Maos Außenpolitik
Außenpolitisch war die Aufnahme der Volksrepublik China in die Vereinten Nationen 1971 Maos größter Erfolg. Die Republik China auf Taiwan wurde gleichzeitig aus der UNO ausgeschlossen. Auch der Besuch von US-Präsident Nixon 1972 trug dazu bei, dass der „Bambusvorhang“ durchlässiger wurde. Nachdem Mao im selben Jahr einen ersten Schlaganfall erlitt, holte Zhou Enlai im Februar 1973 den Spitzenfunktionär Deng Xiaoping aus der Verbannung.

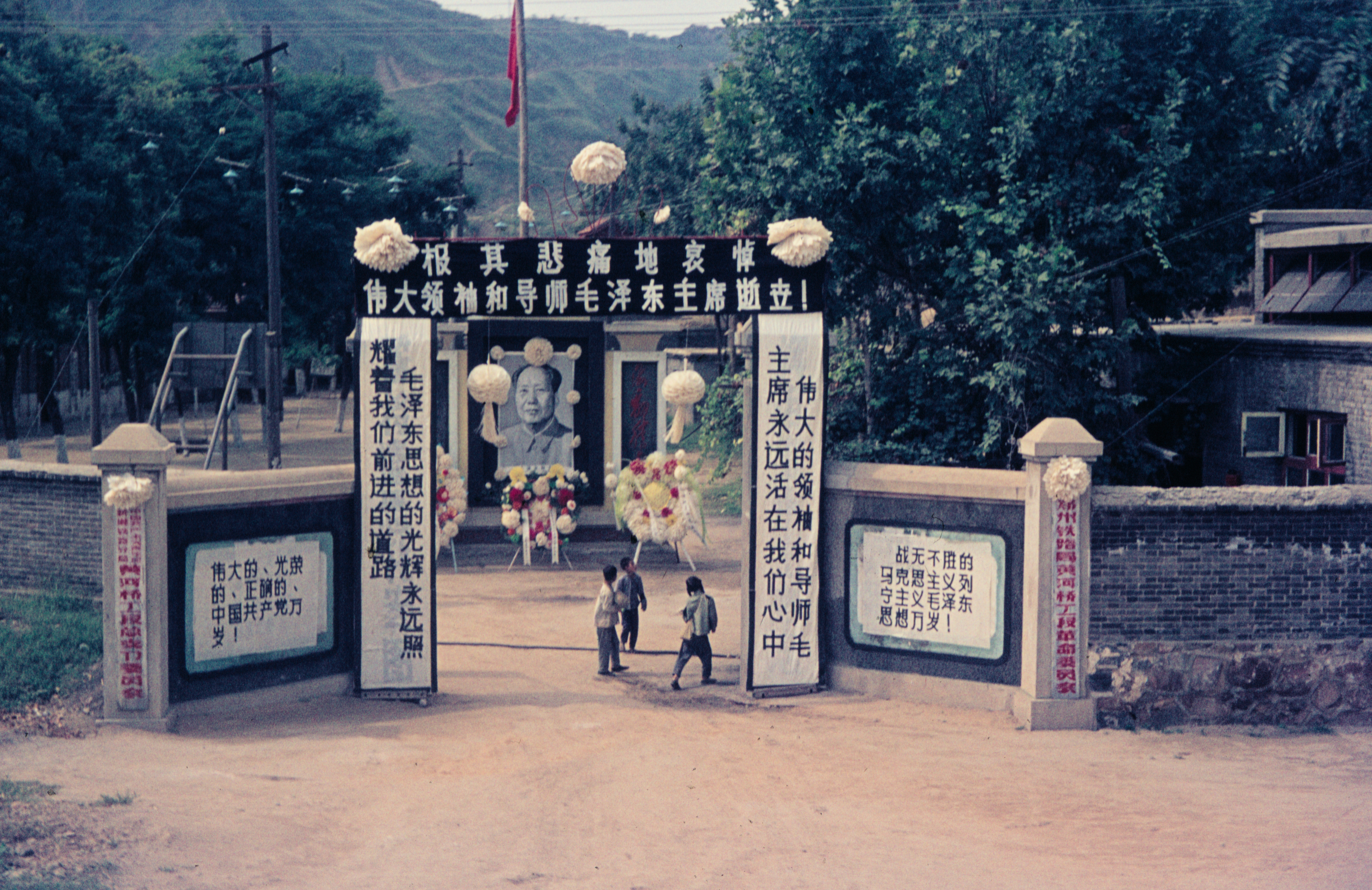
Trauerschmuck vor einer staatlichen Einrichtung im September 1976

### Tod
Am Ende litt Mao unter fortgeschrittener Muskellähmung. Der 82-Jährige lag in einem schlichten Gebäude, das nur „202“ genannt wurde, im Machtzentrum Zhongnanhai in Peking. Er konnte nicht mehr richtig essen und reden. „Ich fühle mich sehr schlecht. Ruft die Ärzte“, will seine Pflegerin, eine seiner vielen früheren Freundinnen, noch verstanden haben, bevor Mao endgültig das Bewusstsein verlor. Zehn Minuten nach Mitternacht –  am 9. September 1976 – starb Mao Zedong.

## Rezeption

### Mao-Kult und Verbrechen

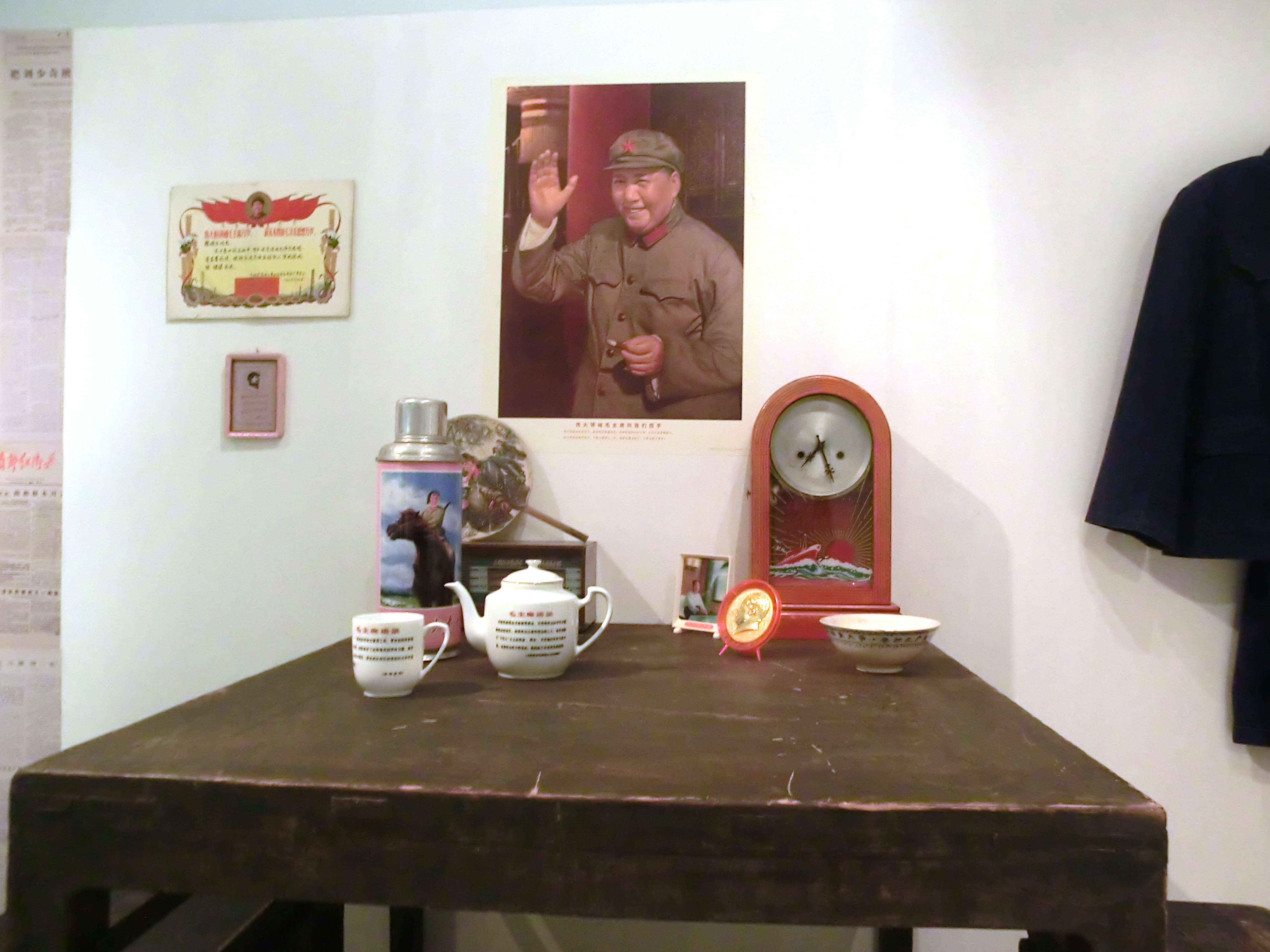
Gebrauchskunst mit Mao-Porträts, 1960er Jahre

Nach Maos Tod wurde eine neue Verfassung eingeführt und die „Viererbande“ sofort verhaftet. Die Mao-Witwe Jiang Qing wurde in einem Prozess 1981 zum Tod auf Bewährung verurteilt. Das Urteil wurde zwei Jahre später in lebenslänglich umgewandelt. 1991 wurde sie aus gesundheitlichen Gründen entlassen, zehn Tage später tötete sie sich selbst.
Nach der endgültigen Rehabilitierung von Deng Xiaoping 1977 und der diplomatischen Anerkennung durch die USA am 1. Januar 1979 öffnete China die Grenzen und rehabilitierte die überlebenden Mao-Opfer. Der Inhalt der Mao-Bibel (das „Kleine Rote Buch“) wurde 1980 als Weisheit der gesamten Führung durch Mao definiert.
1981 gestand die KPCh schließlich erstmals offiziell die Misserfolge der Kampagnen ein, ohne sich dabei gegen Mao auszusprechen: Die Kulturrevolution sei ein „grober Fehler“ gewesen, Maos Wirken insgesamt aber zu „70 Prozent positiv“ zu bewerten, da die Leistungen die Irrtümer mehr als ausgeglichen hätten.
Die westliche Geschichtswissenschaft diskutiert, ob ein China ohne Mao Zedong eine schnellere und menschlichere ökonomische Entwicklung erfahren hätte. Mao wird während des Wirtschaftsaufschwungs seit den 1980er Jahren geradezu kultisch in Form von Maskottchen, Anhängern, Statuen und auf Bildern verehrt. In zahlreichen Städten bestehen Mao-Denkmäler wie die Mao-Zedong-Statue (Shenyang), sein Konterfei ist auf allen Geldscheinen der Volksrepublik zu sehen.
Außenpolitisch orientierte sich China in der Mao-Zeit zunächst an den Entwicklungen in der Sowjetunion („nach einer Seite lehnen“, yibian dao). Seine Zweifel an der Tauglichkeit des sowjetischen Modells zur Entwicklung und weltweiten Verbreitung des Kommunismus ließen ihn aber nach dem Tode Josef Stalins den allmählichen Bruch mit der UdSSR vorantreiben. Innenpolitisch ist die Zeit geprägt von einer Reihe von Kampagnen, die nicht erst mit der Hundert-Blumen-Bewegung 1956/1957 begannen.
Sinn und Zweck der permanenten Kampagnen war, die sich immer wieder bildenden bürgerlichen Strukturen durch eine permanente Revolution zu zerschlagen. Diese Säuberungen bewirkten  ebenso die Festigung Maos autoritären Machtanspruchs, den er rücksichtslos gegen alle tatsächlichen und vermeintlichen Feinde innerhalb und außerhalb der Partei verteidigte.
Wissenschaftler schätzen die Zahl der Opfer allein durch den „Großen Sprung“ auf mindestens 30 Millionen bzw. wie der amerikanische Politikwissenschaftler Rudolph Joseph Rummel über 40 Millionen Menschen und rechnen insgesamt mit bis zu 76 Mio. Toten. Nach Rummels und Heinsohns Opferzahlen-Angaben entfallen auf:
- Machtfestigung und Enteignungen 1949–1953: 8.427.000 Todesopfer
- „Großer Sprung nach vorn“ und Enteignungen 1954–1958: 20 bis 40 Mio. Opfer
- Tote in Arbeitslagern sowie durch Hunger als Folge der Enteignungen 1959–1963: 10.729.000
- Kulturrevolution 1964–1975: 7.731.000 Tote (nach Rummel), 400.000 bis 1 Million (nach dem Schwarzbuch des Kommunismus)

Der niederländische Sinologe und Historiker Frank Dikötter geht von 15 bis 55 Millionen Toten und Getöteten während der Großen Chinesischen Hungersnot in den Jahren 1958 bis 1962 aus. In seinem Buch Mao’s Great Famine schätzt er diese Zahl anhand von Berichten der Sicherheitsdienste aus der damaligen Zeit auf mindestens 45 Millionen und bezeichnet sie als die Folge von Maos Politik.
Der Maoismus als politische Bewegung war nicht nur in China prägend, sondern beeinflusste auch die europäische Studentenbewegung 1968 und 1973 die Gründung des KBW, die Naxaliten in Indien, die Guerillabewegung Leuchtender Pfad in Peru, die Kommunistische Partei der Philippinen und zahlreiche andere Parteien, Gruppen und Splittergruppen. Einige Jugendliche im Westen sahen Maos radikales Vorgehen gegen die Bürgerlichen als Modell für die Bekämpfung „bourgeoiser“ Strukturen weltweit.
Zu Ehren von Mao wurden in China mehr als 2000 Statuen seiner Person errichtet.

### Einordnung und Vergangenheitsbewältigung
Historische Beurteilungen Maos außerhalb der Volksrepublik waren zunehmend davon geprägt, die Mythen um den Großen Vorsitzenden abzubauen. Neben den politischen Leistungen (die allerdings in die Anfangszeit der kommunistischen Machtübernahme fielen), wie der Etablierung Chinas als einen von Kolonialmächten unabhängigen Staat und der Stabilisierung des Landes nach 30 Jahren kriegerischer Auseinandersetzungen wurden die Schattenseiten seiner Diktatur herausgestellt. Die VR China war während der gesamten rund dreißigjährigen Herrschaft Maos ein wirtschaftlich darniederliegendes, von politischen Verfolgungen gezeichnetes und bis 1972 außenpolitisch weitgehend isoliertes Land.
In China wurde Maos Wirken nach seinem Tod von seinen Nachfolgern offiziell nach der „Deng-Formel“ beurteilt, d. h. 70 % seines Handelns seien für China gut und 30 % nachteilig gewesen. Der Kult um seine Person besteht bis heute (vgl. Statue des jungen Mao Zedong). Nach Beschreibung des Freiburger Historikers und Sinologen Daniel Leese ist es für Historiker in der Volksrepublik China heute unmöglich, sich kritisch mit der Person Mao Zedongs auseinanderzusetzen. Vielmehr gebe es von der Kommunistischen Partei Chinas vorgegebene Richtlinien.  Die Staats- und Parteiführung sehe die Aufgabe von Historikern darin, diese Richtlinien „zu vermitteln und Exegese zu betreiben“. Wer die offiziell vorgegebene Geschichtsschreibung hingegen kritisch hinterfrage, riskiere in China zivil- und strafrechtliche Folgen.

## Schriften

### Politische Werke
Die Herausgabe der Werke Máo Zédōngs ist ein kontroverses  Thema. Vier Bände „Ausgewählter Werke“ (Máo Zédōng Xuǎnjí «毛泽东选集») wurden bereits in den frühen 1950er-Jahren zusammengestellt und in chinesischer Sprache veröffentlicht. Sie gelten bis heute als kanonisches Sammelwerk und wurden vom staatlichen chinesischen Verlag für fremdsprachige Literatur in Peking Ende der 1960er-Jahre in mehrere Sprachen (darunter auch Deutsch) übersetzt und herausgegeben. Diese vier Bände enthalten jedoch nur Schriften von 1926 bis 1945 (Dietz Verlag Berlin), beziehungsweise 1949 (Verlag für fremdsprachige Literatur, Peking). Sie erschienen auf Deutsch zuvor auch beim Dietz Verlag Berlin (1955).
- Mao Tse-tung: Ausgewählte Werke. Verlag für fremdsprachige Literatur, Peking 1968/69; Dietz Verlag Berlin 1955, vier Bände.

Weitere Werke Máos erschienen in chinesischen Zeitschriften und Zeitungen und wurden in Form von Broschüren in verschiedenen Sprachen verbreitet.
Während der Kulturrevolution erschienen mehrere Sammelbände von Reden und Artikeln Máo Zédōngs, die jedoch nicht frei verkauft wurden. Die bekannteste Sammlung trägt den Titel „Es leben die Maozedongideen“. Im Jahr 2005 erschien eine Samisdat-Reproduktion dieser Ausgabe.
- Máo Zédōng Sīxiǎng Wànsuì. Nèibù Xuéxí, Bùdé Wàichuán. «毛泽东思想万岁» 内部学习•不得外传 Peking 2005. Band 1: 1913–1943. Band 2: 1943–1949. Band 3: 1949–1957. Band 4: 1958–1960. Band 5: 1961–1968. Band 6: 1968–1976. ISBN 978-7-05-000010-5.

Einige Werke Mao Zedongs aus dieser Sammlung wurden von dem deutschen Sinologen Helmut Martin ins Deutsche übersetzt und 1974 als Buch unter dem Titel „Mao intern“ veröffentlicht. Zuvor war bereits ein Buch mit weiteren unveröffentlichten Schriften Máos unter dem Titel „Mao papers“ erschienen, das auch andere Werke aus „Es leben die Maozedongideen“ enthielt. Es wurde von Jerome Chen herausgegeben. 1982 gab Helmut Martin eine kritische Ausgabe von Máos Werken – ebenfalls auf Chinesisch und Deutsch – heraus, aus der hervorgeht, wie die „offiziellen“ chinesischen Ausgaben gekürzt und verändert wurden.
- Helmut Martin (Hrsg.): Mao intern. Hanser, München 1974, ISBN 3-423-01250-1.
- Jerome Chen: Mao papers. Nymphenburger Verlagshandlung, München 1972, ISBN 3-485-01823-6.
- Helmut Martin (Hrsg.): Mao Zedong Texte. 6 Bände. Hanser, München/Wien 1982, ISBN 3-446-12474-8.

Im Verlag M. E. Sharpe erscheint seit 1992 eine zehnbändige kritische Ausgabe der Schriften Maos bis zur Gründung der Volksrepublik in englischer Übersetzung (Mao’s Road to Power: Revolutionary Writings, 1912–49), herausgegeben von Stuart Reynolds Schram und Nancy Jane Hodes, von der bislang die acht den Zeitraum von 1912 bis 1945 abdeckenden Bände erschienen sind (zuletzt 2015). Eine ebenfalls von M. E. Sharpe verlegte englischsprachige kritische Edition der (durch Helmut Martin auf Deutsch verfügbaren) Texte von der Gründung der Volksrepublik bis zu Maos Tod (The Writings of Mao Zedong 1949–1976) durch Michael Y. M. Kau und Laifong Leung kam nicht über die ersten beiden Bände zum Zeitraum von September 1949 bis Dezember 1955 (erschienen 1986) und zum Zeitraum von Januar 1956 bis Dezember 1957 (erschienen 1992) hinaus.
Im April 1977 erschien in China ein fünfter Band der „Ausgewählten Werke“. Auch dieser Band wurde innerhalb kurzer Zeit vom Verlag für fremdsprachige Literatur übersetzt und erschien u. a. auch in deutscher Sprache. Er enthält Schriften Maos aus der Zeit zwischen 1949 und 1957. Dieser Band wurde unter der Leitung von Huà Guófēng zusammengestellt. Die „Viererbande“ war zwar bereits gestürzt, doch im Vorwort werden noch Maos Verdienste während der Großen Proletarischen Kulturrevolution gepriesen. Als Dèng Xiǎopíng an die Macht kam, wurde dieser Band wieder eingestampft und das Redaktionskomitee für Band VI aufgelöst.
- Mao Tsetung: Ausgewählte Werke, Band V. Verlag für fremdsprachige Literatur, Peking 1978.

Von 1987 bis 1998 erschien in China eine 13-bändige Ausgabe, die vorgeblich alle Werke Maos von 1949 bis 1976 enthält. Diese Ausgabe trägt jedoch den Vermerk „nur für internen Gebrauch“ und darf theoretisch nicht offen verkauft werden, ist mittlerweile jedoch auch über das Internet verfügbar.
- Jiànguó yǐlái Máo Zédōng Wéngǎo «建国以来毛泽东文稿» (Zhōngyāng Wénxiàn Chūbǎnshè, Peking, 中央文献出版社 1987–1998).

Erst 1993 erschien die offen erhältliche Sammlung „Gesammelte Werke von Mao Zedong“ (Máo Zédōng Wénjí «毛泽东文集») in fünf Bänden, die Schriften von 1921 bis 1976 enthält. Im Vorwort dieser Ausgabe wird explizit darauf hingewiesen, dass sie sich als offizielle Ergänzung zu den ersten vier Bänden der „Ausgewählten Werke“ versteht; der fünfte Band wird verschwiegen.
Zum 115. Geburtstag Maos erschien im Dezember 2008 ein sechster Band „Ausgewählter Werke“ von Mao Zedong, eine Samisdat-Ausgabe. Er enthält Schriften Maos aus den Jahren 1957 bis 1965.
- Máo Zédōng Xuǎnjí. Dìliù Juǎn. «毛泽东选集» 第六卷 (Peking 2008).

### Lyrik
Mao schrieb spätestens seit Mitte der 1920er Jahre auch Gedichte, die sich in ihrer Form an die chinesische Tradition anlehnten, inhaltlich aber aktuelle politische Themen aufgriffen. Erstmals international rezipiert wurde seine Lyrik 1937 durch Edgar Snow in Red Star over China. 37 der Werke erschienen 1957 in einer chinesischen Monatszeitschrift, sechs Jahre später folgte die erste Buchausgabe mit 39 Gedichten. 1965 gab Hoffmann und Campe eine von Joachim Schickel ins Deutsche übersetzte Fassung heraus.
Zwei weitere Gedichte Maos erschienen im Januar 1976.

## Familie

### Frauen und Kinder
Mao war viermal verheiratet. Seine Frauen brachten zehn Kinder zur Welt, von denen jedoch nur zwei Söhne und zwei Töchter überlebten. Die anderen Kinder starben in sehr jungem Alter oder sind verschollen.
Im Alter von 12 Jahren wurde Mao mit der 16-jährigen Luo Yixiu nach Tradition und gegen seinen Willen verheiratet. Er lehnte diese Ehe ab und sie wurde wahrscheinlich nie vollzogen. Luo starb nur wenige Jahre später.
Mit seiner zweiten Frau Yang Kaihui wurde Mao nicht nach chinesischer Tradition verheiratet. Mit ihr hatte er drei Söhne namens Mao Anying, Mao Anqing und Mao Anlong. Yang half Mao über seine körperlichen Zusammenbrüche im Zuge von innerparteilichen Kämpfen. Sie wurde im Jahre 1930 von der Kuomintang verhaftet und ermordet.
Mit seiner dritten Frau He Zizhen wurde Mao zusammengebracht, nachdem er sich mit seinen Truppen in das Gebirge Jinggangshan zurückgezogen hatte, und als Yang Kaihui noch lebte. Letzte beging angeblich nur wegen der Kinder keinen Selbstmord. Sie gebar zwei Mädchen und einen Jungen, die aufgrund der Kriegswirren in die Hände Fremder gelegt werden mussten und die verschollen sind. Ihr viertes Kind Li Min überlebte. Im Jahre 1937 verließ He Zizhen Mao wegen seiner Affären mit Agnes Smedley und Wu Lili. Ihr fünftes Kind wurde nach ihrer Trennung von Mao geboren, als sie sich in der Sowjetunion aufhielt, es starb jedoch im Alter von 10 Monaten.
Mao heiratete seine vierte Frau Jiang Qing im November 1939. Mit ihr hatte er eine Tochter namens Li Na. Jiang wurde politisch sehr aktiv und blieb in der Politik, als ihre Liebesbeziehung zu Mao schon lange erkaltet war. Sie vertrat radikale Positionen und wurde nach Maos Tod als Mitglied der Viererbande verhaftet.
Mao suchte auch in fortgeschrittenem Alter Beziehungen zu jungen Frauen, obwohl er nicht auf sein Äußeres achtete. Der Biografie seines Leibarztes Li Zhisui zufolge hatte Mao darüber hinaus sexuellen Verkehr mit hunderten weiteren Frauen. Dabei habe Mao bewusst das Risiko in Kauf genommen, die Frauen mit seinen Geschlechtskrankheiten, die er nie auskuriert hatte, zu infizieren.

### Vorfahren
- Wen Suqin (文素勤, 1867–1919) Pseudonym: Wen Qimei (别名: 文七妹), Wen Qimei (别名: 文其美), Mutter[Fn. 1]
- Mao Yichang (毛貽昌 / 毛贻昌, 1870–1920), Vatern
- Mao Enpu (毛恩普), Großvater väterlicherseits

### Geschwister
Mao Zedongs Eltern hatten insgesamt sechs Söhne und zwei Töchter. Von diesen starben vier bereits als Kinder. Drei seiner Geschwister erreichten das Erwachsenenalter:
- Mao Zemin (毛澤民 / 毛泽民, 1895–1943), jüngerer Bruder
- Mao Zetan (毛澤覃 / 毛泽覃, 1905–1935), jüngerer Bruder
- Mao Zejian (毛澤建 / 毛泽建) oder Mao Daxiang (毛達湘 / 毛达湘), (1905–1929), von seinen Eltern adoptierte Schwester (am 20. August 1929 von der Kuomintang in Hengshan, Provinz Hunan hingerichtet)

### Überblickartige Einführungen
- Felix Wemheuer: Mao Zedong. Rowohlt Taschenbuch Verlag, Reinbek bei Hamburg 2010, ISBN 978-3-499-50704-5.
- Sabine Dabringhaus: Mao Zedong. Beck, München 2008, ISBN 978-3-406-56239-6.

### Biografien
- Helwig Schmidt-Glintzer: Mao Zedong. Es wird Kampf geben. Eine Biografie. Matthes und Seitz, Berlin 2017, ISBN 978-3-95757-365-0.
- Alexander V. Pantsov, Steven I. Levine: Mao. Die Biografie. S. Fischer, Frankfurt am Main 2014, ISBN 978-3-10-061610-4.
- Maurice Meisner: Mao Zedong. A political and intellectual portrait. Polity, Cambridge 2007, ISBN 978-0-7456-3107-3.
- Jung Chang, Jon Halliday: Mao. Das Leben eines Mannes, das Schicksal eines Volkes. Blessing, München 2005, ISBN 3-89667-200-2 (Rezensionen: Perlentaucher).
  - Gregor Benton, Lin Chun (Hrsg.): Was Mao really a monster? The academic response to Chang and Halliday‘s „Mao. The unknown story“. Routledge, London u. a. 2010, ISBN 978-0-415-49330-7.
- Jonathan Spence: Mao. Claassen, München 2003, ISBN 3-546-00261-X.
- Philip Short: Mao. A life. Hodder & Stoughton, London 1999, ISBN 0-340-75198-3.
- Ross Terrill: Mao. A biography. revised and expanded edition, Stanford University Press, Stanford 1999, ISBN 0-8047-2921-2.

### Berichte
- Li Zhisui: Ich war Maos Leibarzt. Die persönlichen Erinnerungen des Dr. Li Zhisui an den Großen Vorsitzenden. Lübbe, Bergisch Gladbach 1994, ISBN 3-7857-0748-7.
- Edgar Snow: Roter Stern über China. März, Frankfurt 1970, ISSN 2509-7520 (Dies ist der früheste Eintrag für eine deutsche Ausgabe im Gemeinsamen Verbundkatalog mit dem Hinweis, dass diese Übersetzung der „rev. amerikan. Ausg. von 1968“ folgt. Die erste englische Version erschien bereits 1937 unter dem Titel Red Star over China.).

### Dokumentsammlungen (Übersetzungen)
- Stuart R. Schram: Mao‘s road to power. Revolutionary writings 1912–49. Sharp, Armonk (NY) 1992– (Bis zu Schrams Tod 2012 sind 7 Bände erschienen, die die Jahre 1912–1941 abdecken und über den GBV in verschiedenen Bibliotheken lokalisiert werden können.).

### Rezeptionsgeschichte
Sonstiges
- Henning Böke: Maoismus : China und die Linke – Bilanz und Perspektive. 1. Auflage. Schmetterling, Stuttgart 2007, ISBN 978-3-89657-596-8.
- Peter J. Opitz (Hrsg.): Maoismus. Kohlhammer, Stuttgart 1972.
- Klaus-Georg Riegel: Die maoistische „Gedankenreform“ und Totalitarismustheorien. In: Thomas Heberer (Hrsg.): Mao Zedong – Der unsterbliche Revolutionär? Versuch einer kritischen Neubewertung anläßlich seines 100. Geburtstages. Hamburg 1995, S. 144–190.
- Joachim Schickel (Hrsg.): Mao Zedong: Der große Strategische Plan. Dokumente zur Kulturrevolution. Edition Voltaire, Berlin 1969.
- Felix Wemheuer (Hrsg.): Maoismus. Ideengeschichte und revolutionärer Geist. Promedia, Wien 2008, ISBN 978-3-85371-288-7. Sammelband mit Texten von Mao Zedong, Charles Bettelheim, Michel Foucault, Benny Lévy, Yao Wenyuan, Edoarda Masi und Rossana Rossanda.
- Ingo Schäfer: Mao Tse-tung. Eine Einführung in sein Denken. C. H. Beck, München 1978. ISBN 3-406-06784-0.

### Filmische Rezeption
- Peter Adler: Mao Zedong – Eine 30-jährige Katastrophe. Die Mao-Diktatur in Aussagen von Zeitzeugen und Historikern.  in der Reihe Die großen Diktatoren. ZDF, 2006, 45 Min.
- Spiegel TV: Mao – Der rote Kaiser. Mao der lange Marsch zur Macht. DVD Nr. 15, 2008, 84 Min.

## Fußnote
1. ↑  Die beiden Pseudonyme von Maos Mutter „Wen Suqin“ (文素勤) haben als Pinyin-Umschrift verschiedene Diakritika und werden daher verschieden ausgesprochen. Pseudonym: Wén Qīmèi (别名: 文七妹), Wén Qímě (别名: 文其美)

| Personendaten    | Personendaten |
| ---------------- | --- |
| NAME             | Mao, Zedong |
| ALTERNATIVNAMEN  | Máo, Zédōng (Pinyin); Mao, Tse-tung (Wade-Giles); Mou4, Zaag6dung1 (Jyutping); 毛泽东 (chinesisch, Kurzzeichen); 毛澤東 (chinesisch, Langzeichen) |
| KURZBESCHREIBUNG | chinesischer Politiker |
| GEBURTSDATUM     | 26. Dezember 1893 |
| GEBURTSORT       | Shaoshan |
| STERBEDATUM      | 9. September 1976 |
| STERBEORT        | Peking |